# Offensiva di Liguria
L'offensiva di Liguria è stata una rapida sequenza di operazioni militari avvenute nell'aprile del 1800. L'esercito imperiale austriaco, guidato dal generale Michael von Melas, intraprese una coraggiosa e ben organizzata offensiva con l'obiettivo di cacciare le truppe francesi del generale Andrea Massena dai passi montani che occupavano e schiacciarli contro la costiera ligure.
Dopo una lunga serie di battaglie, che videro coinvolte numerose unità da entrambi i lati, ad emergere come vincitore del conflitto furono proprio gli austriaci, che riuscirono a separare in due tronconi l'Armata d'Italia e a porre sotto assedio la città di Genova, dove Massena si era rifugiato assieme al grosso dell'esercito.
L'assedio, prolungatosi per oltre un mese, permise alle truppe dell'Armata di Riserva, guidate dal Primo Console della Repubblica francese Napoleone Bonaparte,  di attraversare le Alpi con un'epica marcia e di entrare nella Pianura Padana per tagliare le linee di comunicazione nemiche, forzandoli a scendere in campo nella decisiva battaglia di Marengo.

## Contesto storico

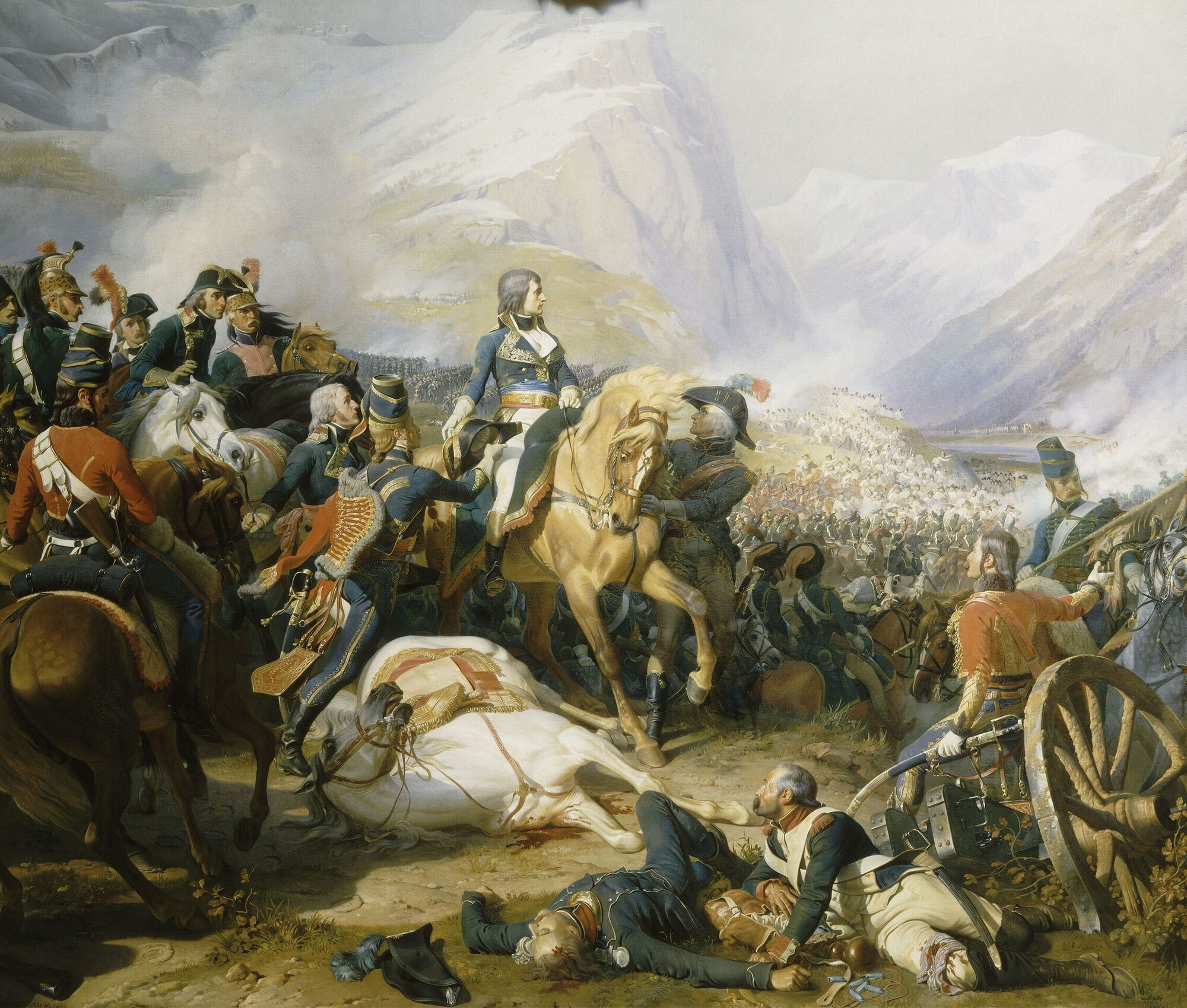
Napoleone a Rivoli

Dopo i grandi sconvolgimenti causati dalla Rivoluzione francese, che avevano portato ad un periodo ricco di conflitti in tutta l'Europa, nel 1797 nel continente europeo tornò un breve periodo di pace. Principale artefice di questo avvenimento era un giovane generale corso, non ancora trentenne, che messo al comando di un'armata disorganizzata e di secondo piano, riuscì a condurre una meravigliosa campagna militare, che lo portò dalla zona più occidentale della Liguria sino ai monti dell'Austria meridionale in poco più di un anno. Napoleone Bonaparte, un generale fino ad allora quasi sconosciuto al pubblico europeo, si prese meritatamente gli onori della vittoria, venendo celebrato come un salvatore della patria in Francia ed attirando le prime attenzioni delle principali potenze continentali, che per la prima volta videro in lui un temibile avversario.

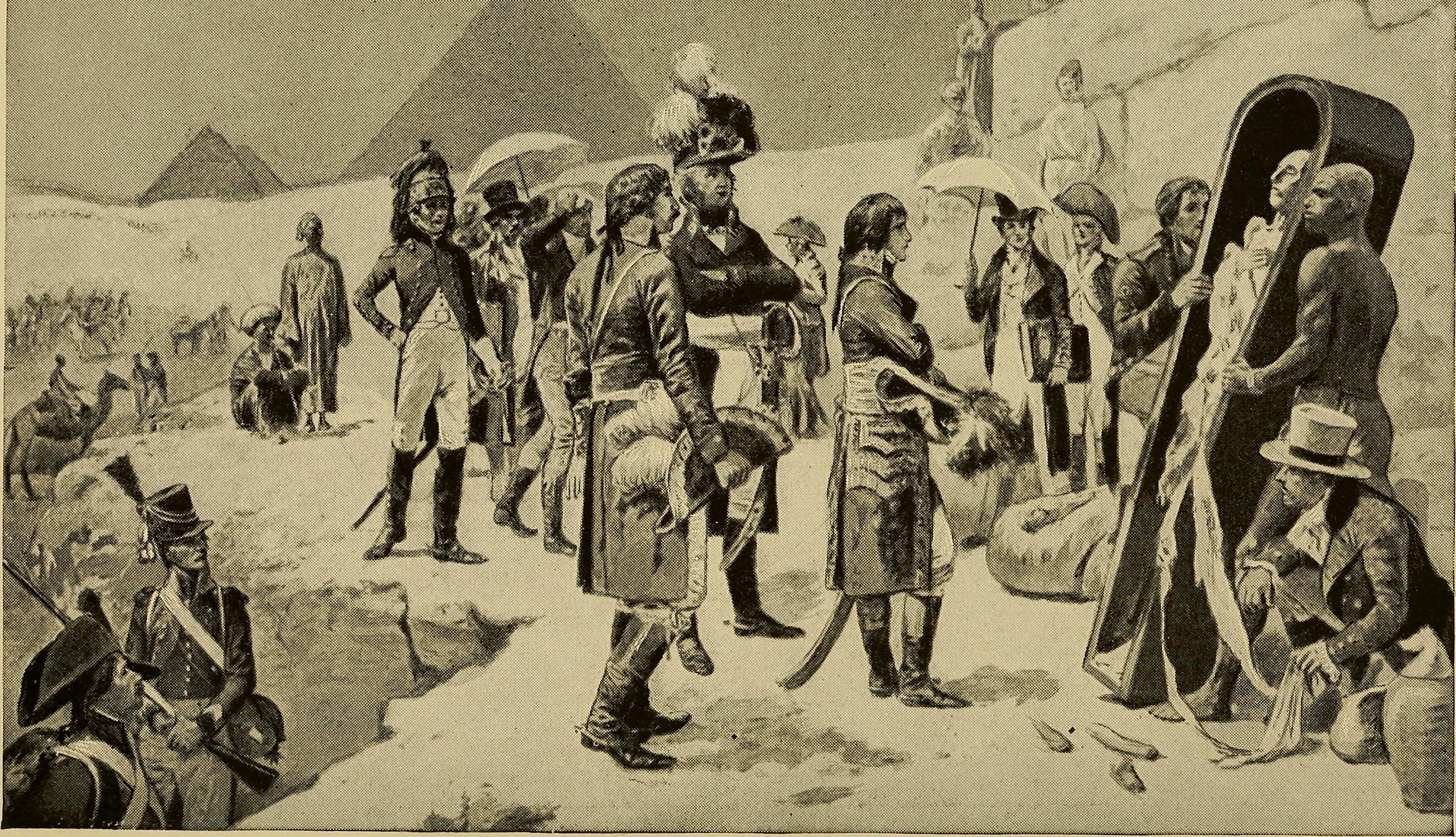
Spedizione francese in Egitto

Concluso con l'Austria il trattato di Campo Formio, l'unica potenza ancora in guerra con la Francia era l'Inghilterra. Visti il successo e la fama acquisiti, al giovane Bonaparte fu chiesto di valutare la possibilità di un'invasione francese dell'Inghilterra. Questi, consultando vari esperti olandesi e valutando la massiccia presenza di navi inglesi nella Manica, concluse che non fosse possibile, almeno nel breve termine, effettuare una spedizione contro l'isola e sperare di ottenere qualche successo. Chiamato dal Direttorio a presentare il proprio rapporto, Napoleone propose tre alternative, l'ultima delle quali, particolarmente ambiziosa, fu accettata: si trattava dell'invasione dell'Egitto, base commerciale inglese per la rotta delle Indie. Desideroso di liberarsi di un personaggio così influente e potenzialmente pericoloso, il Direttorio finanziò volentieri la spedizione del generale in terra africana. Partito da Tolone nel 1798, Napoleone, alla testa di circa 40000 uomini, occupò l'Egitto, ponendo fine al secolare regime dei mamelucchi e imponendo, almeno per il momento, il controllo francese sulla regione.
Mentre la sua spedizione proseguiva nell'anno 1799, in Europa, in sua assenza, le potenze europee iniziarono segretamente a tramare per prendersi la rivincita contro la Francia repubblicana. Essendo il loro miglior generale e gran parte della sua gloriosa armata lontani dalla madrepatria, intravedevano concrete possibilità di aver ragione delle armate repubblicane e di riuscire a ripristinare in Francia l'Antico Regime. Mentre la Prussia, titubante, aspettava di vedere dei concreti progressi prima di aderire alla nuova coalizione, Austria, Inghilterra e Russia trovarono un'intesa informale per allearsi contro la repubblica d'oltralpe. I precedenti eventi della formazione della Repubblica Romana e della Repubblica Partenopea non giovarono affatto a creare alcuna simpatia per i francesi, anzi, accelerarono le macchinazioni rivolte in loro sfavore. Venuti a conoscenza dei complotti austriaci, i membri del Direttorio presero la decisione che una nuova guerra contro le altre potenze europee era divenuta inevitabile: nel marzo del 1799 la guerra della Seconda coalizione ebbe inizio.

## Antefatti

### La campagna di Suvorov
Dei principali teatri in cui fu coinvolta la Francia, quello che vide la maggior agitazione fu quello italiano. Le forze francesi, inizialmente guidate da Schérer non trovarono grandi successi nelle loro prime operazioni contro le truppe imperiali austriache. Le prime due battaglie di Verona e di Magnano terminarono solo con una vittoria parziale ed una netta sconfitta per i francesi, permettendo alle truppe di Kray di avanzare verso il Mincio, nell'attesa che i rinforzi russi promessi dallo zar Paolo I arrivassero in Italia. Questi erano circa 20000 uomini, comandati dal temibile ed esperto generale Suvorov. Giunto a Vienna, questi venne nominato feldmaresciallo dell'esercito austriaco e venne affidato a lui il comando delle forze austro-russe in Italia.

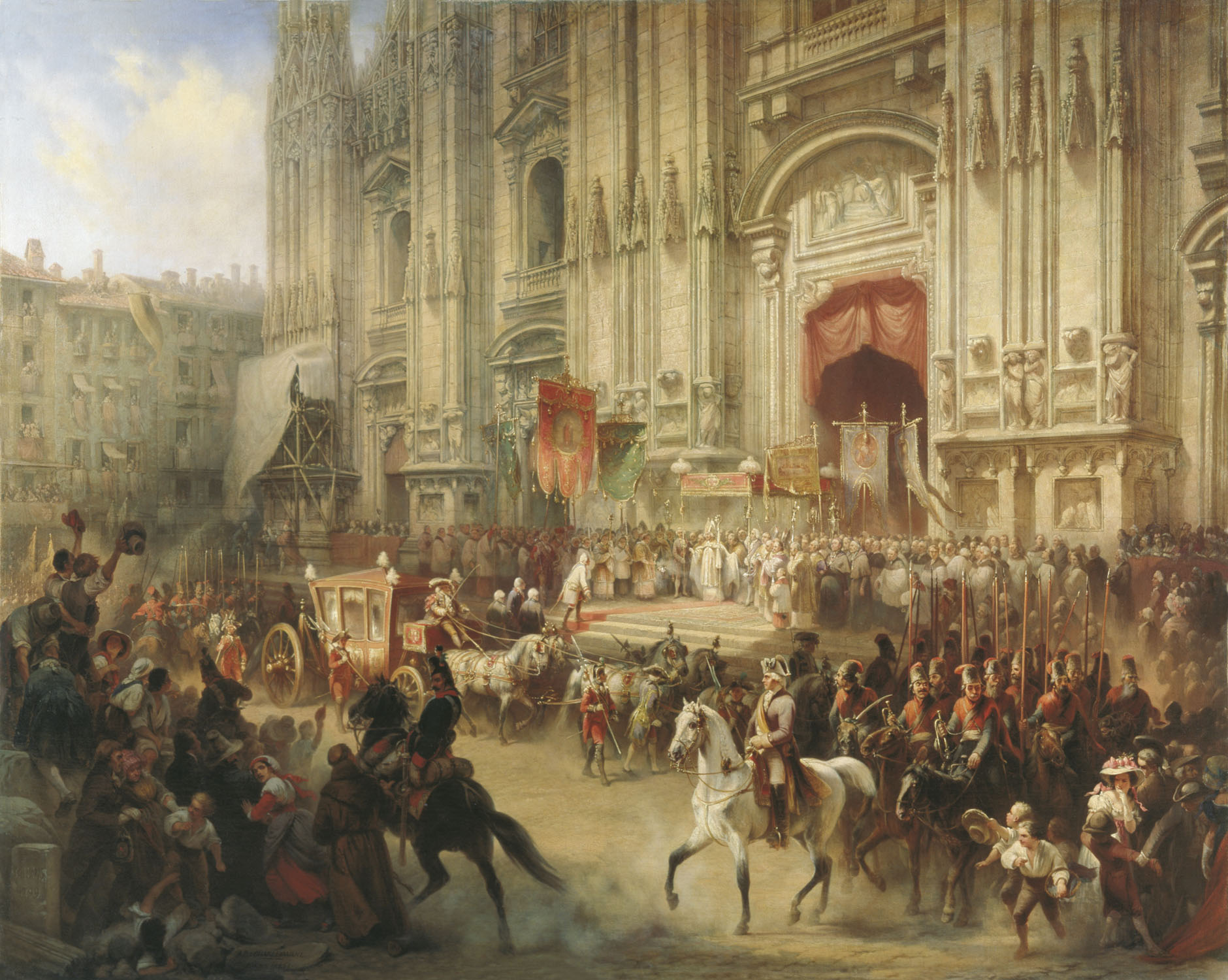
Il generale Suvorov entra a Milano

L'impatto dato dall'arrivo dei russi fu notevole: arrivato a Verona il 15 aprile, Suvorov e i suoi vennero accolti da folle festanti, che li accoglievano come dei liberatori. Il 19 giugno si erano già messi in marcia ed avevano superato il Mincio. Dopo un brevissimo assedio, conquistarono Brescia due giorni dopo e si diressero verso l'Adda, dove le linee francesi erano poste a bloccare la loro avanzata. La superiorità numerica delle forze austro-russe sarebbe forse stata sufficiente da sola per ottenere la vittoria, ma la disposizione scriteriata delle forze francesi lungo tutta la lunghezza del fiume facilitò il lavoro delle forze del maresciallo russo. Nell'arco di tre giorni, dal 26 al 28 aprile, una lunga serie di avvenimenti ebbe luogo: Schérer si dimise, lasciando il proprio posto al suo secondo, il generale Moreau; i russi attaccarono la divisione di Sérurier a Lecco, spingendola sulla riva opposta del fiume mentre il giorno seguente le forze austriache attraversarono in massa il fiume, scontrandosi ferocemente con i repubblicani. A nulla servirono gli sforzi di Moreau per tentare di respingere l'ondata di uomini che attraversavano l'Adda: la linea francese, sul punto di crollare, abbandonò la posizione, ritirandosi verso il Piemonte, mentre Sérurier, isolato e circondato, resistette ancora un giorno prima di capitolare e consegnare per intero la sua divisione ai russi. Due giorni dopo, le forze della coalizione entrarono trionfalmente a Milano, ripristinando il controllo austriaco sulla zona dopo due anni.

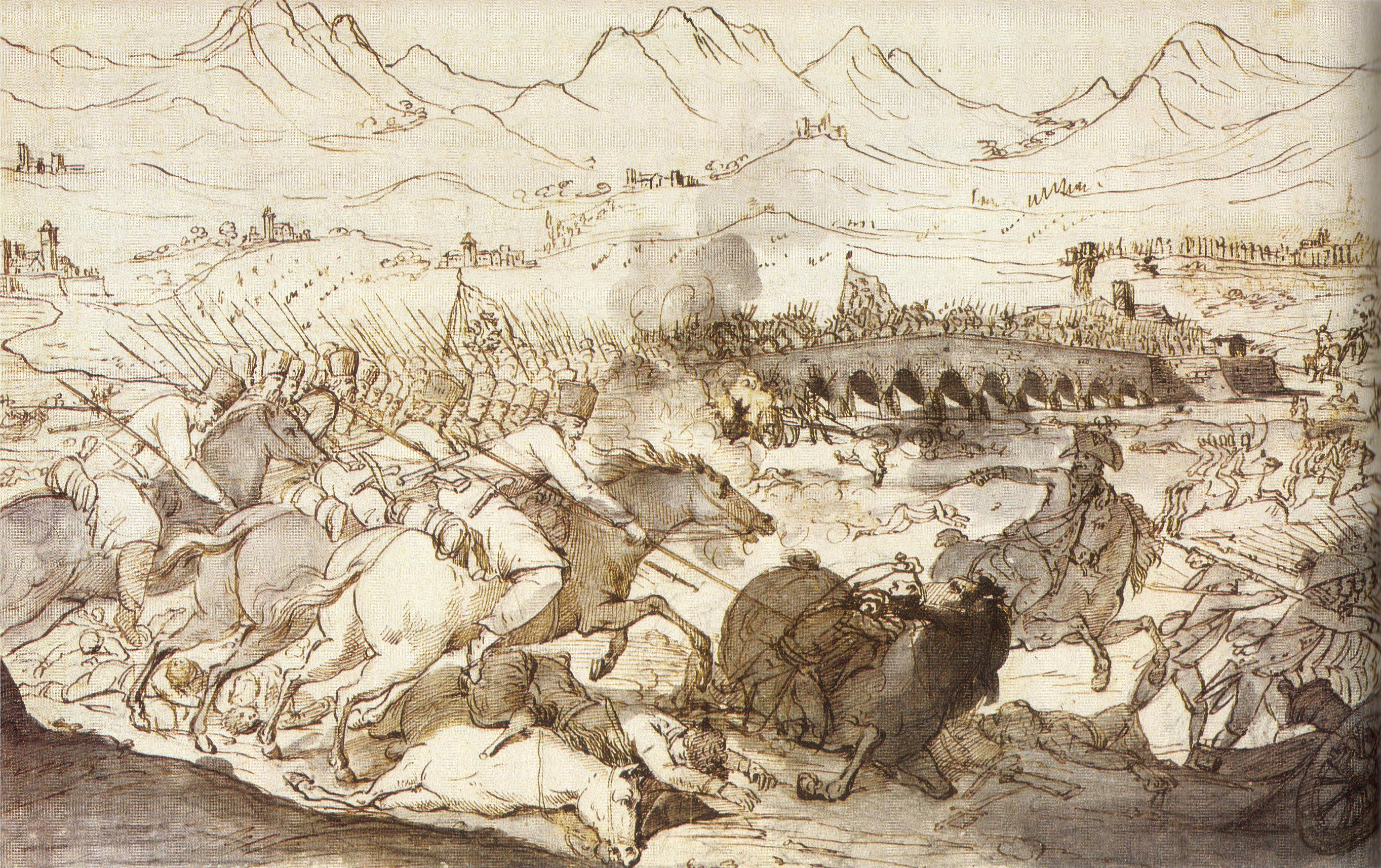
La battaglia della Trebbia

Nelle due settimane successive, i russi tentarono più volte di raggiungere ed ingaggiare i francesi: gli scontri di Bassignana e di Marengo, tuttavia, furono più favorevoli ai repubblicani, che ottennero una vittoria ed un pareggio. Conclusa questa seconda battaglia, con il Piemonte in aperta insurrezione e le forze di Suvorov sulle loro tracce, i francesi di Moreau si allontanarono dalla pianura, rifugiandosi sulle montagne della Liguria, bloccando i vari passi montani che permettevano il collegamento tra la costa e l'entroterra. Queste stesse montagne vedranno i francesi fare avanti ed indietro i francesi più e più volte nel corso dei mesi seguenti, sempre respinti dalle forze della coalizione.
La prima discesa delle truppe francesi dalle Alpi coincise con l'abbandono del Piemonte da parte dell'esercito di Suvorov, direttosi verso l'Emilia per affrontare l'Armata di Napoli del generale MacDonald. In quel frangente, Moreau ed i suoi uomini riuscirono a sollevare momentaneamente il blocco a cui era sottoposta Tortona e a sconfiggere le forze di Bellegarde, rimanendo in pianura ad attendere l'arrivo dei commilitoni. La congiunzione delle due armate effettivamente avvenne, ma solo un mese dopo a Genova: Suvorov era riuscito a fermare l'avanzata dei repubblicani sulla Trebbia, infliggendo loro pesantissime perdite e riuscendo a disintegrare completamente la coesione dell'Armata di Napoli, che giunse nel capoluogo ligure stanca, demoralizzata e senza la minima organizzazione. Ovviamente, alla notizia della vittoria degli austro-russi, Moreau fece immediatamente ritorno sulle sicure montagne liguri.

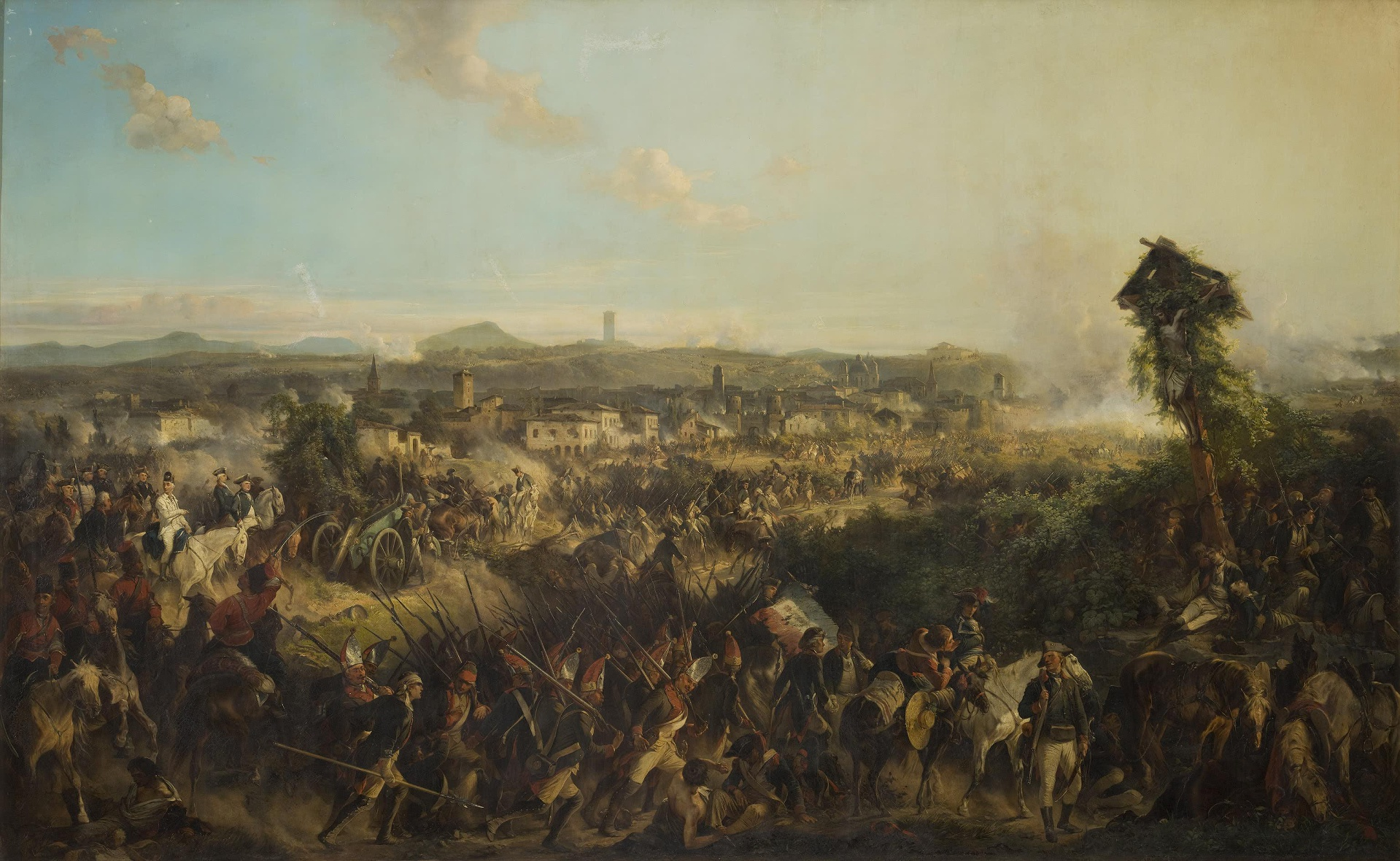
La battaglia di Novi

Un secondo tentativo di tornare ad occupare il Piemonte fu tentato in agosto. Dalla Francia erano stati inviati due giovani generali, Joubert e Championnet, ognuno con un folto gruppo di rinforzi. Il primo, destinato a prendere il comando dell'Armata d'Italia, arrivò a Genova e organizzò le sue forze per rientrare in Piemonte nella zona di Tortona, recentemente posta sotto assedio dai russi, mentre il secondo sarebbe arrivato da nord, passando tra i valichi delle Alpi Graie. Il loro piano era di cogliere Suvorov in una morsa e sconfiggerlo in un'unica battaglia campale. Lo spirito combattivo di Joubert, lo portò a muoversi verso il nemico: attraversò gli Appennini e si diresse verso Novi, che occupò in attesa di Championnet, sperando di poter liberare Tortona al più presto. La forte posizione difensiva della città impedì agli austro-russi di attaccare immediatamente, portandoli ad attendere l'arrivo di rinforzi. La situazione rimase invariata per qualche giorno. Il 15 agosto, dopo l'arrivo dei battaglioni di Kray, Suvorov si decise ad attaccare: la battaglia, particolarmente sanguinosa, perdurò per quasi tutti il giorno e vide gli alleati strappare un'altra decisiva vittoria. Le perdite per i francesi furono notevoli e fra di esse vi era lo stesso Joubert, morto nelle prime ore del combattimento. Moreau, sostituendosi al defunto Joubert, ritirò i resti delle sue forze sulle montagne. Pochi giorni dopo Tortona cadde.

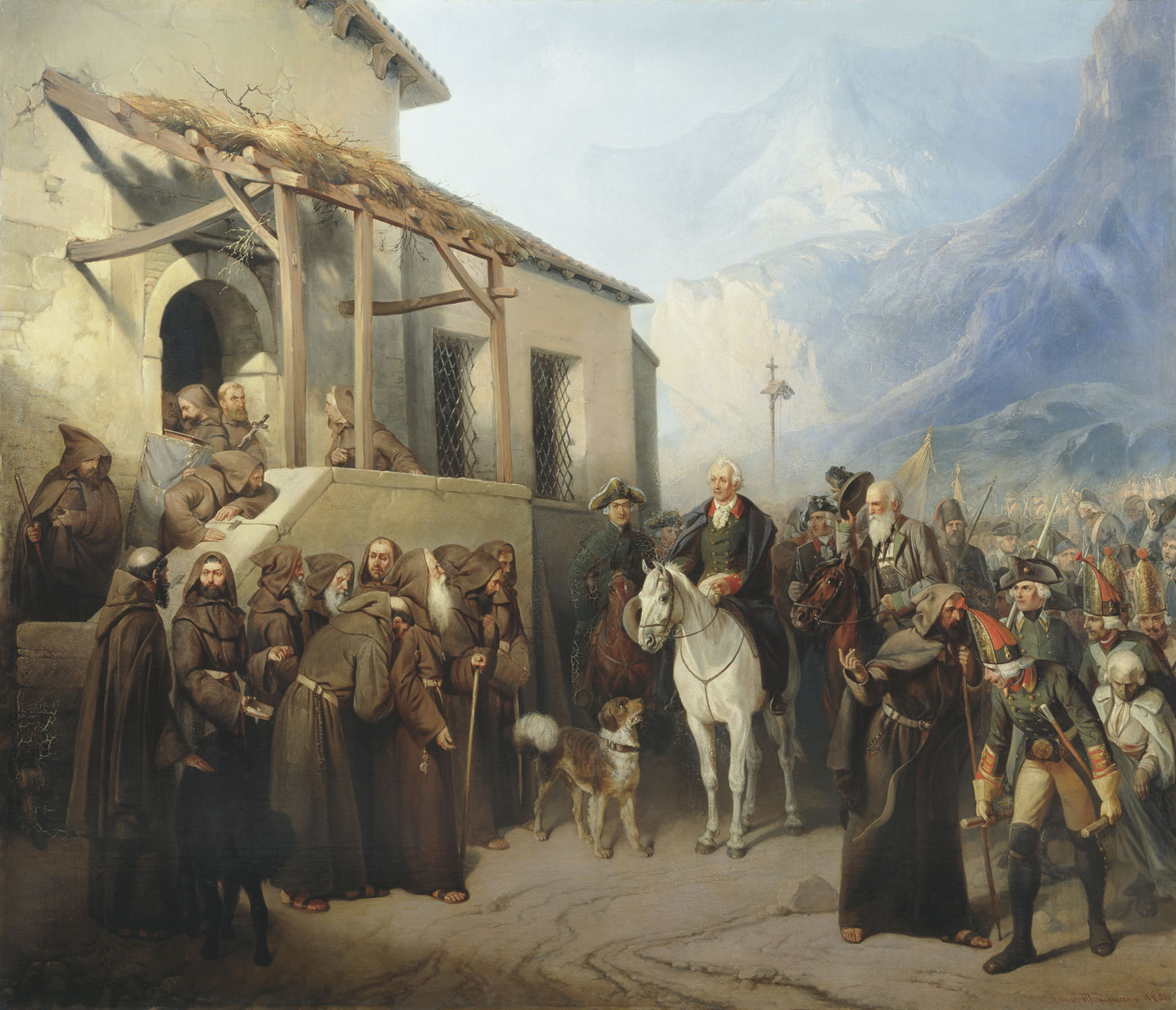
Suvorov al passo del San Gottardo

L'unica buona notizia per i francesi era che l'equilibrio delle forze stava per cambiare: le divisioni interne alla coalizione, dove non c'era un piano d'azione comune ma ogni sovrano valutava solo i propri interessi, avevano portato gli austriaci a chiedere che Suvorov venisse mandato in Svizzera. Questa decisione, molto più politica che militare, allontanava il grande generale dal teatro di guerra finora più proficuo per gli alleati e garantiva che l'unica influenza sull'Italia settentrionale fosse quella austriaca. Seppur molto contrariato, Suvorov obbedì. Verso la metà di settembre lui e i suoi uomini marciarono vero le montagne elvetiche, lasciando la Pianura Padana nelle capaci mani del generale austriaco von Melas.

### Championnet alla guida dell'Armata d'Italia
La partenza dei russi dall'Italia coincise quasi perfettamente con l'arrivo nelle valli piemontesi dell'esercito dell'Armata delle Alpi, il corpo di Championnet, giunto in forte ritardo a causa di problemi logistici non indifferenti. Championnet inizialmente occupò alcune città nei pressi di Torino ma, riprese le comunicazioni con il resto dell'esercito francese, si diresse verso Cuneo, per rafforzare l'esercito di Moreau ed impedire la caduta della città, come caldamente consigliato dal Direttorio. Saputo dei movimenti di von Melas, tentò di portare entrambe le armate francesi a protezione di Cuneo, ma l'impresa risultò particolarmente complicata. Grenier fu distaccato e inviato in pianura. Si scontrò due volte con gli austriaci, ottenendo prima una vittoria e poi una netta sconfitta. Le due battaglie di Fossano e Savigliano servirono perfettamente allo scopo di rallentare la sua avanzata e ritardare i suoi progetti per la presa della fortezza: von Melas, prudentemente, decise di tenersi alla larga da Cuneo per evitare di cadere in una trappola. L'ala sinistra dei francesi, ad ogni modo, fu presto costretta ad abbandonare ogni progetto riguardante la pianura e ritirarsi sulle Alpi, dove si riorganizzarono al meglio. Avendo ricevuto formalmente il comando dell'esercito d'Italia dal Direttorio dopo la scomparsa di Joubert, Championnet chiese a Moreau di poter esercitare la sua autorità e prendere il posto del defunto collega. Moreau accettò e si diresse immediatamente verso la Francia per raggiungere il fronte del Reno, dove gli era stato promesse un altro posto di comando.

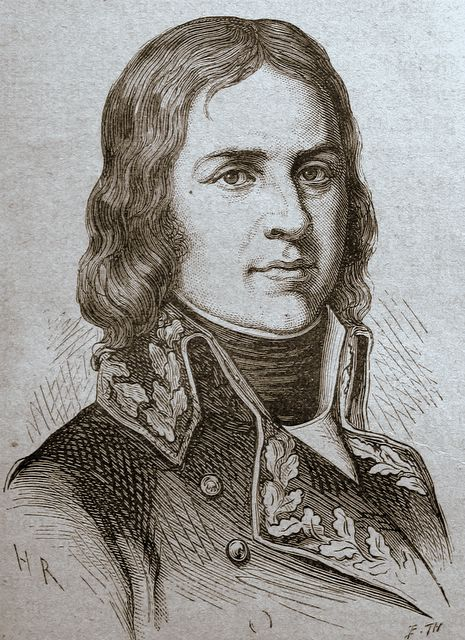
Jean-Etienne Championnet

Dopo aver cacciato gli austriaci dalla Riviera di Levante in seguito alla battaglia del Passo del Bracco, Championnet iniziò a progettare un'offensiva nelle pianure piemontesi. Il suo desiderio di fama e gloria e la preoccupazione che il suo posto potesse essere preso da Napoleone, nel frattempo ritornato dall'Egitto, lo spinsero a prendere la decisione, alquanto azzardata, di perseguire in questo ambizioso progetto. Affidato il fianco destro al suo luogotenente Saint-Cyr, che si diresse verso Novi, Championnet scese con il resto dell'esercito verso Cuneo, marciando poi lungo la strada che collegava la fortezza piemontese alla città di Torino, che egli sperava di conquistare. Mentre Saint-Cyr riportava delle incoraggianti vittorie, lo stesso non si poteva dire del centro e dell'ala sinistra dell'esercito francese: Grenier era stato sconfitto a Centallo dai sottoposti di von Melas negli ultimi giorni di ottobre. Il generale austriaco venne a cozzare contro le forze di Championnet nei pressi di Genola il 4 novembre: l'incontro fu del tutto casuale, ma la netta superiorità numerica delle forze austriache fu sufficiente a causare la rotta dei repubblicani. Iniziata la ritirata, von Melas decise di inseguire ed incalzare i suoi nemici, colpendoli ad ogni occasione possibile. Nei dieci giorni successivi i francesi indietreggiarono costantemente, fino a che, sconfitti per l'ennesima volta a Mondovì furono costretti ad abbandonare la pianura e a lasciare scoperta la città di Cuneo. Nei primi giorni di dicembre la città cadde. Championnet, che nel frattempo aveva portato le sue truppe oltre al Colle di Tenda, sentendosi responsabile della sconfitta e profondamente demoralizzato dalla piega degli eventi, rassegnò le proprie dimissioni. Non molto tempo dopo, morì a causa del tifo.

#### Il primo tentativo di conquista di Genova
Dopo aver preso la città di Cuneo, la stagione invernale era oramai alle porte e le operazioni da entrambi gli schieramenti erano giunte ad una sosta forzata: i passi montani tra Piemonte e Liguria venivano puntualmente ricoperti dalle nevi, divenendo del tutto inagibili. Per questo motivo, von Melas aveva portato la maggior parte delle sue truppe nei quartieri invernali di Torino e Bellinzona, preparandosi a ricominciare la guerra la primavera dell'anno successivo. Due divisioni fecero eccezione: quella di Klenau, stanziata nella valle della Trebbia, e quella di Hohenzollern, rimasta ad Alessandria, erano state rinforzate con un cospicuo numero di uomini e mandate a creare una testa di ponte in Liguria. Sebbene molti dei passi fossero bloccati dalle condizioni meteorologiche avverse, alcuni valichi della Riviera di Levante erano ancora praticabili e potevano essere usati dalle truppe austriache per penetrare in Liguria.

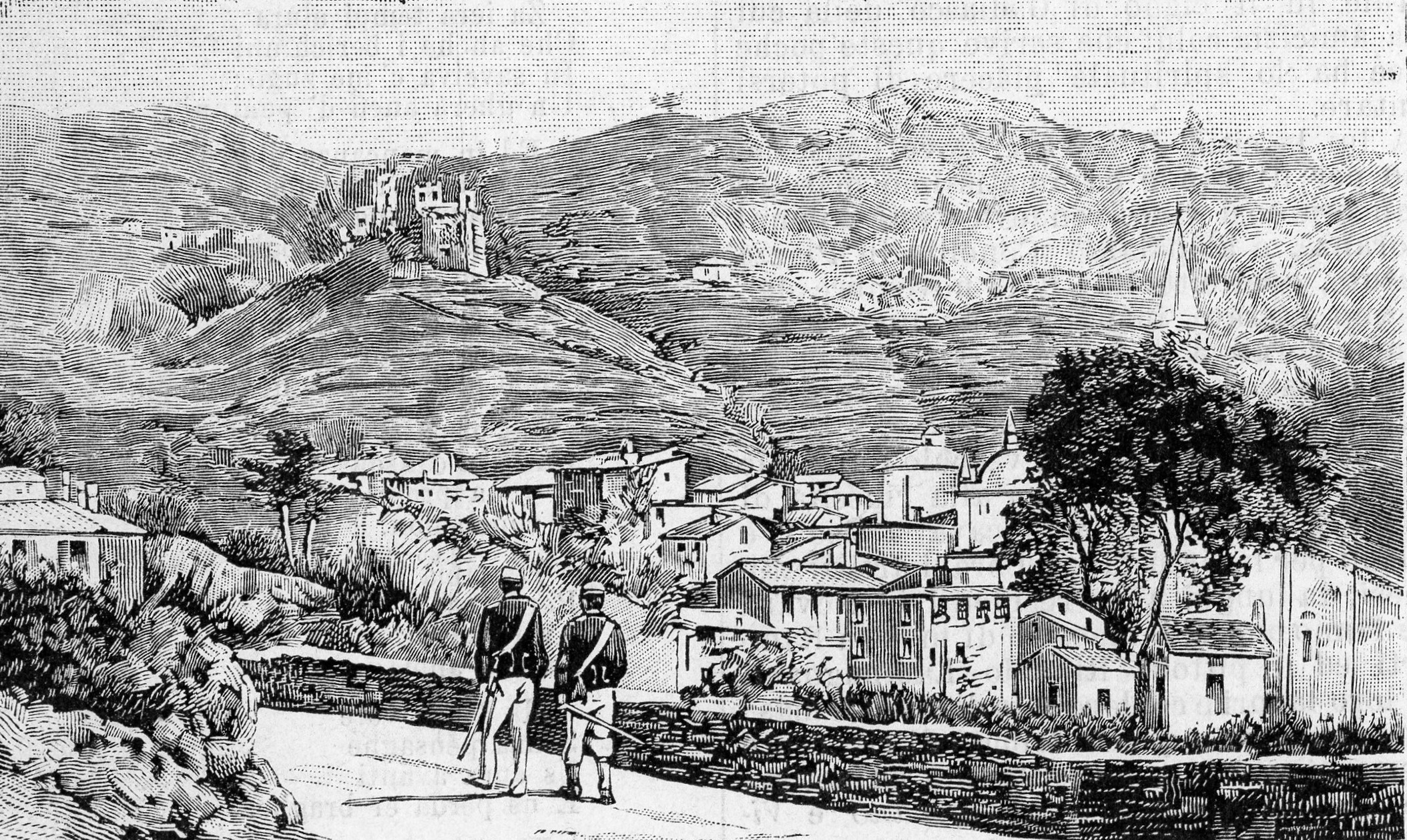
Paesaggio di Torriglia in una xilografia di fine Ottocento

Hohenzollern e Klenau tentarono di attuare un piano ideato da von Melas: le forze francesi di stanza a Genova sarebbero state distratte da Hohenzollern, che avrebbe attaccato prima Novi, poi Gavi ed infine si sarebbe diretto contro il Passo della Bocchetta mentre Klenau sarebbe avanzato dalla Riviera di Levante, sbaragliando la debole resistenza delle poche truppe rimaste. Saint-Cyr, che aveva preso il comando delle forze repubblicane in attesa dell'arrivo del sostituto di Championnet, era riuscito ad interrogare alcuni soldati repubblicani provenienti da Novi, intuendo le intenzioni dei due comandanti austriaci, rafforzò le proprie posizioni sul Passo della Bocchetta, negando ad Hohenzollern la possibilità di agire. Questi rimase sostanzialmente inattivo per l'intera durata dell'operazione, attendendo l'arrivo di rinforzi.
Il 14 e 15 dicembre Klenau iniziò la propria offensiva, respingendo le forze repubblicane fino alle mura di Genova. Sperava che i genovesi si sollevassero contro i francesi, aprendo le porte della città, ma ciò non accadde. Il 16 dicembre, Saint-Cyr radunò la propria divisione e parte di quella di Watrin e marciò sul monte Creto, diretto verso il monte Capenardo, dove erano accampati diversi battaglioni austriaci sotto il comando del maggiore Paulich. Questi vennero sbaragliati: la maggior parte dei soldati imperiali venne presa prigioniera o cadde in battaglia. Minacciato sul fianco e sulla retroguardia, Klenau fu costretto a tornare sui suoi passi ed intercettare la colonna francese prima che colpisse le sue retrovie o il suo fianco. Si incontrarono presso Torriglia. Dopo un duro combattimento, i francesi si diedero alla fuga. Ciononostante, gli austriaci dovettero abbandonare l'offensiva: le loro forze sulla costa erano state colpite dai francesi e messe in fuga, il collegamento con Hohenzollern era stato distrutto e rimasto da solo, Klenau non poteva prendere Genova.

## Situazione degli eserciti nel 1800

### L'arrivo di Massena in Liguria

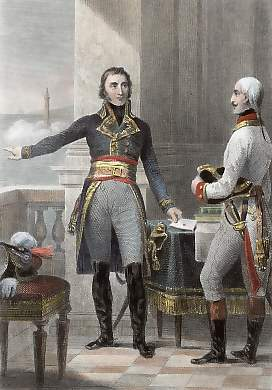
Massena a Genova nel 1800

Dopo le dimissioni di Championnet, il neonato organo del consolato aveva l'arduo compito di trovare una nuovo comandante per l'Armata d'Italia. Non era una scelta semplice. Come testimoniato dallo stesso Championnet e dai suoi ufficiali, le condizioni in cui versava l'esercito francese in Italia erano pessime: non c'erano razioni di cibo, vestiti adatti e le paghe mancavano da mesi. La disciplina era tenuta a malapena e diserzioni ed ammutinamenti si verificavano piuttosto di frequente. Serviva un generale di prestigio, che riuscisse a risollevare con la fama del suo nome il morale delle truppe e con il suo talento le sorti della guerra. Un generale simile non era affatto semplice da trovare: Joubert era morto ad agosto, Moreau era appena stato affidato al fronte del Reno, Jourdan era impopolare tra le truppe e Brune era impegnato in Vandea. L'unico volontario presentatosi per il ruolo era il generale Marbot, palesemente non qualificato per un lavoro così complesso e delicato. Agli occhi di Napoleone, l'unica scelta plausibile e possibile era quella di Massena, vincitore dei russi in Svizzera: aveva servito per anni in Italia, quindi conosceva sia il territorio sia gli uomini che sarebbe andato a comandare, ed il suo talento era cristallino.
Massena giunse a Genova nei primi giorni del febbraio 1800 e si mise subito in moto per ripristinare, almeno in parte, la condizione dei propri uomini. Grazie alle ingenti quantità di denaro inviate da Bonaparte riuscì a rifornire la città di grano e molto presto, grazie a delle misure piuttosto energiche, portò maggiore ordine e disciplina tra i ranghi francesi. In nome di Napoleone, incitava i suoi uomini con discorsi accesi, infondendo in loro una rinnovata speranza di vittoria. Nonostante tutto questo, la situazione rimaneva critica: le condizioni dei soldati erano migliorate ma le truppe pienamente capaci erano relativamente poche. I rifornimenti che giungevano erano ridotti allo stretto necessario per garantire la sopravvivenza e solo le munizioni riuscivano a giungere in abbondanza. Ad aggravare la condizione di penuria di provvigioni vi era la marina inglese, che controllava stabilmente la rotta tra Genova e Marsiglia e spesso bloccava il porto della città ligure.
L'esercito francese in Italia, ridotto a circa 30000 uomini venne diviso in due ali: la destra era comandata da Soult e proteggeva la Riviera di Levante, a partire da Recco e Torriglia, giungendo sino a Savona mentre la sinistra, affidata al generale Suchet, proteggeva il resto del confine tra Liguria e Piemonte, tutta la Riviera di Ponente, da Noli sino a Nizza, coprendo il Colle di Tenda. Erano stati richiesti rinforzi, ma i piani di Napoleone per l'Armata di Riserva e per l'Armata del Reno avevano dirottato le risorse verso Grenoble e Digione e verso la Germania.

La scelta di Massena di porre il suo quartier generale a Genova è comprensibile ma comunque controversa. Il valore strategico del porto di Genova era sicuramente immenso, dato che le provviste francesi arrivavano prevalentemente via mare, e mantenere il possesso della città era dunque fondamentale per gli approvvigionamenti, ma con un'ala sinistra così lunga e carente di uomini come quella a guardia delle Alpi Marittime, non era possibile sperare di riuscire a respingere un nemico numericamente superiore, come lo erano gli austriaci in quel momento, con il concreto rischio che Genova potesse restare isolata.

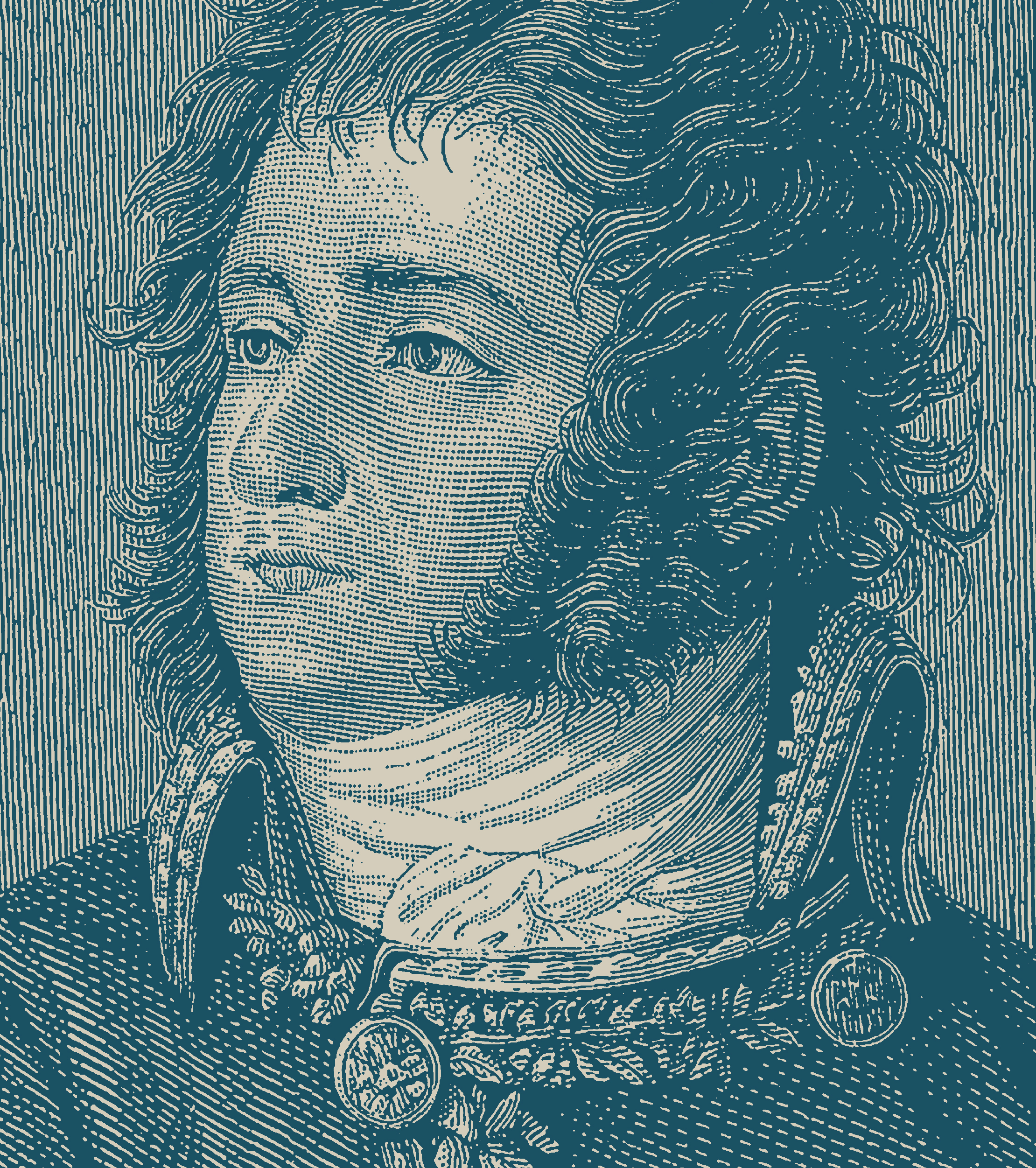
Il generale Marbot

Oltre ai nemici esterni, Massena si doveva anche occupare di quelli dentro le mura di Genova: nel corso degli ultimi due anni si era andata a formare una forte fazione antifrancese, che più volte aveva causato insurrezioni e rivolte, come accaduto in val Bisagno o Fontanabuona. Il generale Marbot, che aveva il comando in attesa dell'arrivo di Massena, tentò di reprimere le rivolte, ma ottenne solo dei timidi risultati. Tali moti proseguirono dai giorni di febbraio sino a giugno inoltrato. Tra gli esponenti della fazione ostile alla presenza repubblicana vi era Luigi Domenico Assereto, uomo genovese che aveva disertato l'esercito francese per quello austriaco. Inizialmente, con raggiri ed inganni, era riuscito a guadagnarsi la fiducia di Moreau e Massena e a farsi promuovere generale di brigata ma quando questi scoprì che Assereto intratteneva dei rapporti con gli austriaci, lo esiliò immediatamente. Assereto, descritto come un uomo mediocre e litigioso ma affamato di gloria, si fece promotore di numerose rivolte e sollevazioni, aizzando la popolazione locale contro i soldati francesi, sebbene non sempre le sue macchinazioni dessero dei risultati concreti. Il timore di rivolte fu una costante paura per il generale Massena, che in seguito adottò ogni misura affinché non potessero ripetersi.

### Il piano austriaco

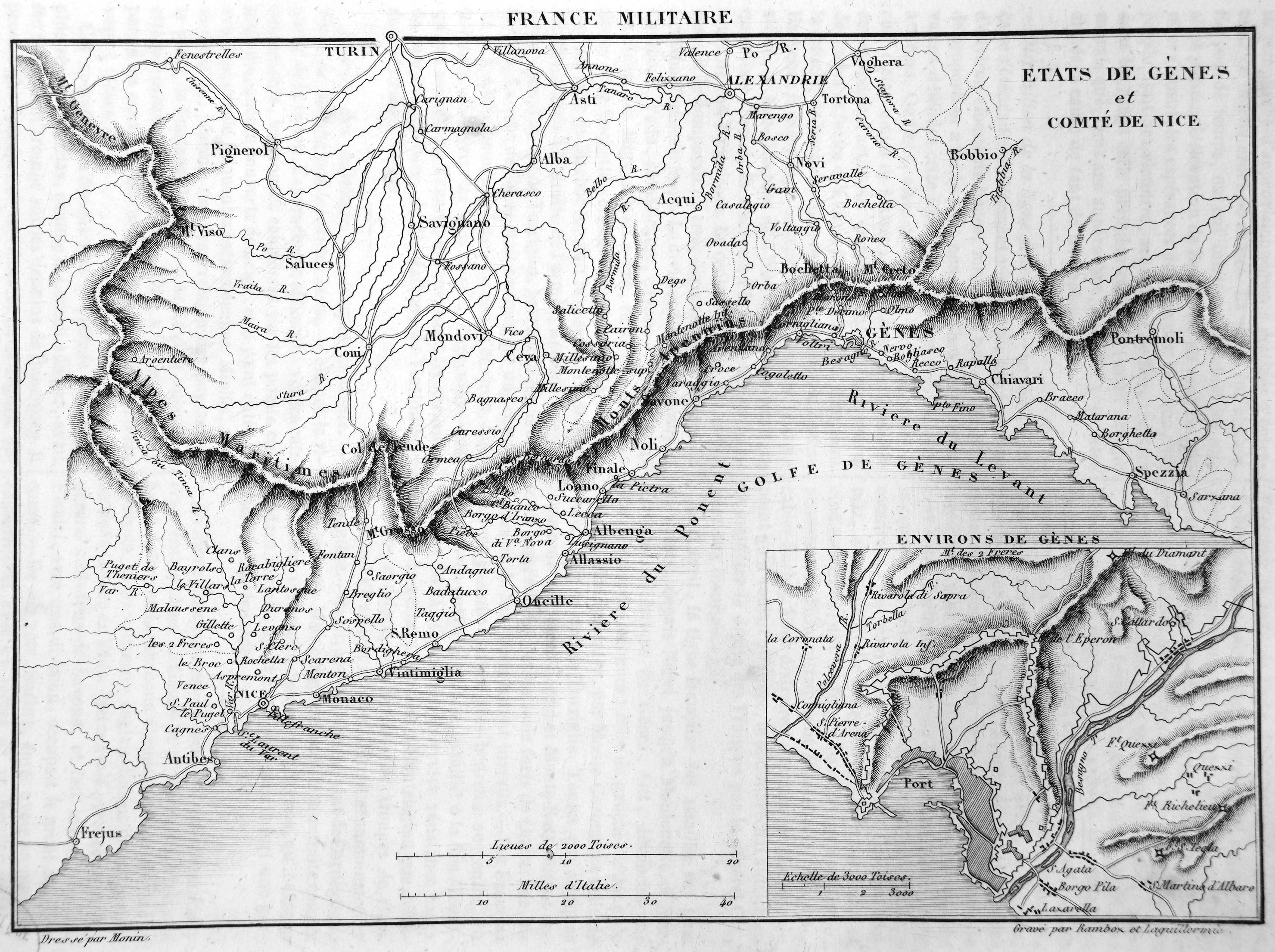
Mappa della Liguria e della Contea di Nizza

Se il generale Massena si illudeva di sostenere una guerra difensiva fino all'arrivo dei rinforzi che il governo gli prometteva, il suo avversario non glielo avrebbe certamente permesso. Dopo la presa di Cuneo, la totale mancanza di vettovaglie e l'estrema stanchezza delle truppe avevano forzato von Melas ad estendere il suo esercito tra Piemonte, Lombardia, Toscana e la zona del Bolognese. Queste misure, completamente inadatte in ogni altra circostanza e possibili solo grazie allo stato di debolezza delle armate francesi, gli permisero di ricostruire le sue truppe, di integrarle con nuovi rinforzi e di riparare il suo equipaggiamento. Indipendentemente da tanti vantaggi, questa diffusione diede alle forze imperiali l'occasione di accumulare inaspettatamente una massa di forze tale da poter affrontare direttamente i francesi al ritorno della bella stagione.
L’opportunità di farlo con successo si presentò molto presto. Giunsero infatti informazioni riguardanti i movimenti dei francesi e la loro condizione. Se le forze di Massena era ridotte molto male e oramai erano alla mercé degli austriaci, nel mezzo della Francia, Napoleone stava radunando dei rinforzi per venire in soccorso del suo generale. Date queste premesse, vi era ogni pretesto per attaccare in forze la Liguria, che ospitava un nemico malridotto e in disperato bisogno di rinforzi, prima che dalla Francia giungessero forze nuove e fresche per riprendere la lotta. Von Melas si era accontentato di trasmettere alla fine di gennaio al Consiglio aulico le relazioni ricevute su presunti assembramenti a Martigny nel Vallese. Il suo capo di stato maggiore Zach propose di impadronirsi di Genova e della Liguria, di conquistare la contea di Nizza, e di fermarsi sulla linea del Var, decisamente più corta di quella dell'Argentera fino a Sestri Levante. L'operazione avrebbe liberato per sempre l'esercito imperiale dal grave inconveniente di affrontare contemporaneamente Genova e la Svizzera.

Carta topografica del Dipartimento di Montenotte, realizzata nel 1806

Incoraggiato in questo progetto dal generale genovese Assereto, il quale, non contento di comunicare agli Imperiali la situazione dei repubblicani, propose anche un attentato su Savona e Vado, von Melas decise di passare all'offensiva. Sia per intuito sia per esperienza, comprendendo i sostanziali vantaggi di un'operazione contro la sinistra francese, decise di fare semplici dimostrazioni nella Riviera di Levante e di dirigere i suoi principali sforzi contro Savona, per impadronirsi dell'importante porto di Vado ed isolare completamente Genova, separando del tutto l'ala destra dal resto dell'esercito. L'esecuzione di questo piano, inizialmente prevista per le ultime settimane di febbraio, fu rinviata di oltre un mese fino ai primi giorni di aprile.
Giunto finalmente l'ordine di procedere, von Melas interruppe i preparativi necessari per l'attacco alla Liguria. Secondo questo piano, concordato tra Zach ed i capi dello squadrone inglese, il grosso della cavalleria, la maggior parte dell'artiglieria e 5000 fanti rimasero in Lombardia o Piemonte, agli ordini di von Kaim. L'esercito si divise in tre gruppi principali, comandati da Ott, Hohenzollern e lo stesso von Melas. 15000 combattenti si radunarono nella Val Trebbia davanti a Bobbio, agli ordini del generale Ott. La divisione del conte Hohenzollern, con 7 battaglioni e 40 squadroni, si radunò tra Tortona e Pozzolo Formigaro. Complessivamente Hohenzollern aveva circa 10000 uomini pronti per attaccare il passo della Bocchetta. Un corpo da battaglia, forte di 3 battaglioni, 12 squadroni, con 12 pezzi da tre, stabilito presso Acqui, sotto l'immediata guida di von Melas, doveva risalire la Val Bormida, e giungere ai piedi del versante occidentale dell'Appennino, tra Mallare e Carcare. Von Elsnitz, alla testa dell'ala destra, riunita a Ceva in numero di 8 battaglioni, 5 squadroni e 8 pezzi da montagna, fu incaricato di dirigersi via Carcare verso Altare, nello stesso momento in cui von Melas avrebbe fatto attaccare Montenotte per poter sopraffare la sinistra francese. In totale, circa 40000 erano sotto il diretto comando di von Melas.
Il piano progettato da von Melas si basava su un'assunzione rivelatasi poi errata: il generale austriaco credeva che non fosse possibile che i francesi riuscissero a costruire una nuova armata che, sfruttando la sua assenza, potesse entrare in Pianura Padana. Era convinto che, dopo aver sconfitto i francesi per numerose volte, questi fossero rimasti senza leve. Evidentemente, stava sottovalutando l'influenza che Napoleone aveva sui cittadini francesi, che accorsero numerosi, sia veterani sia nuovi coscritti, per partecipare alla spedizione del loro generale.
Ad aiutare gli austriaci vi era la flotta inglese, comandata dall'ammiraglio George Keith. Nelle fasi precedenti all'inizio delle operazioni, la flotta inglese si faceva carico di osservare gli spostamenti francesi sulla costa e di comunicarli al generale austriaco. A causa del terreno montuoso, gli osservatori austriaci avevano delle difficoltà a compiere gli incarichi ad essi affidati, rendendo l'operato degli inglesi fondamentale: nel corso di tutta l'offensiva, Keith non smise mai di mantenere aperta una linea di comunicazione con lo stato maggiore austriaco e di riportare loro gli spostamenti nemici. Va segnalato che la flotta inglese andò ad ingrossarsi nel corso delle settimane, accogliendo numerose imbarcazioni minori ed alcune navi della marina regia napoletana.

## L'offensiva

### 1-5 aprile: i primi segnali

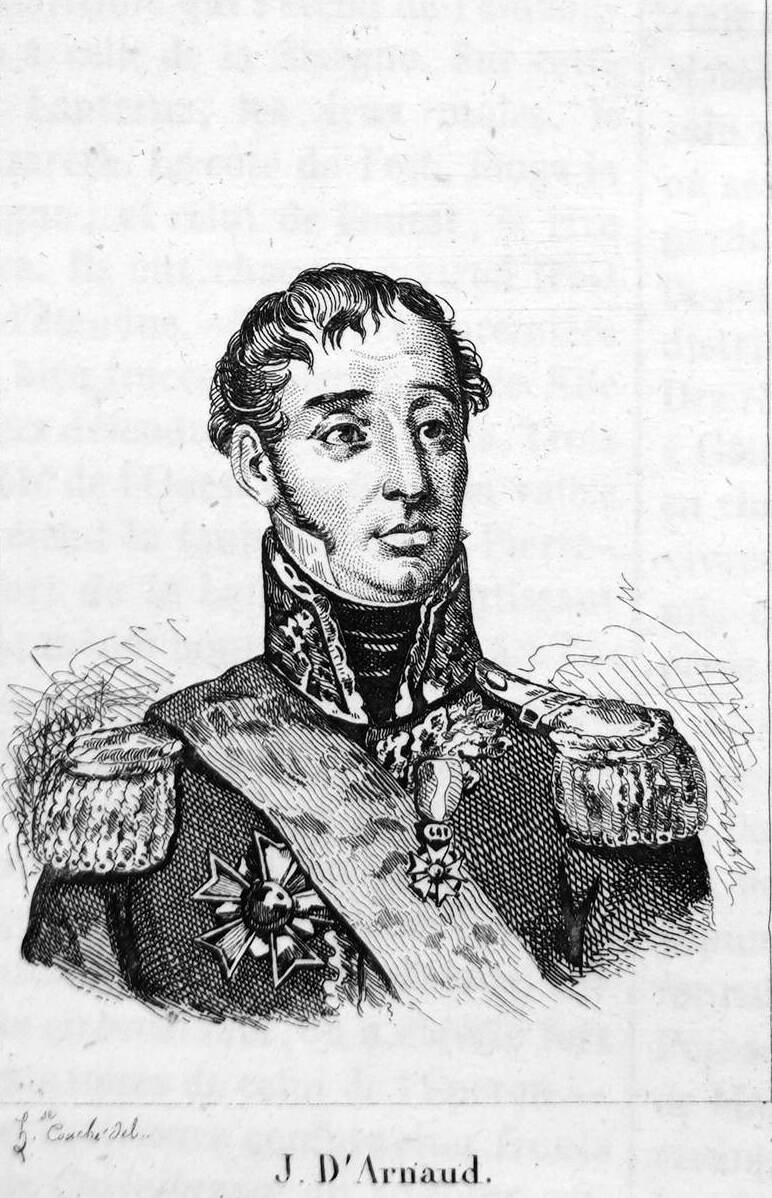
Generale D'Arnaud

Nei primi giorni di aprile, le truppe austriache avrebbero ripreso le ostilità, attaccando le postazioni francesi su tutta la linea del fronte allo stesso tempo. Von Melas fece spostare i suoi uomini con la massima segretezza, senza che Massena venisse a conoscenza dell'attuale disposizione delle truppe austriache. Il 3 aprile, Ott si spostò verso Rapallo e, per catturare l'attenzione dei francesi, fece intraprendere alcune operazioni di disturbo contro la divisione di Miollis il 5 aprile.  Alle 10 del mattino, l'8 brigata di fanteria leggera fu scacciata da paese di Recco, che Ott occupò. Mentre gli austriaci erano impegnati a saccheggiare il paese, il generale D'Arnaud, convinto che si potesse allestire una difesa migliore, organizzò nuovamente i suoi reparti e si preparò al contrattacco: gli imperiali, sorpresi, abbandonarono il paese caoticamente, lasciando 25 morti e quasi un centinaio di prigionieri alle loro spalle. La sera, terminate le scaramucce, alcuni gruppi di esploratori francesi riuscirono a contare i fuochi nella zona tra Sassello e Varese Ligure: erano oltre 2000. Queste manovre, coadiuvate dalle insurrezioni in Val Fontanabuona e a Sturla, ebbero l'effetto sperato. Il giorno successivo, il 6, tutta la linea francese fu posta sotto attacco.
Nello stesso modo, la flotta inglese dell'ammiraglio Keith si fece vedere al largo della Riviera di Ponente già dal 1 aprile. Rimasta distante per un paio di giorni, si avvicinò maggiormente alla costa il 5 aprile, quando inizio i primi bombardamenti contro le posizioni francesi sulla riva del mare. Era previsto che le due navi Cormoran e Cameleon bombardassero il quartiere di Quinto.

### 6 aprile: inizio dell'offensiva

#### Attacchi a destra di Genova

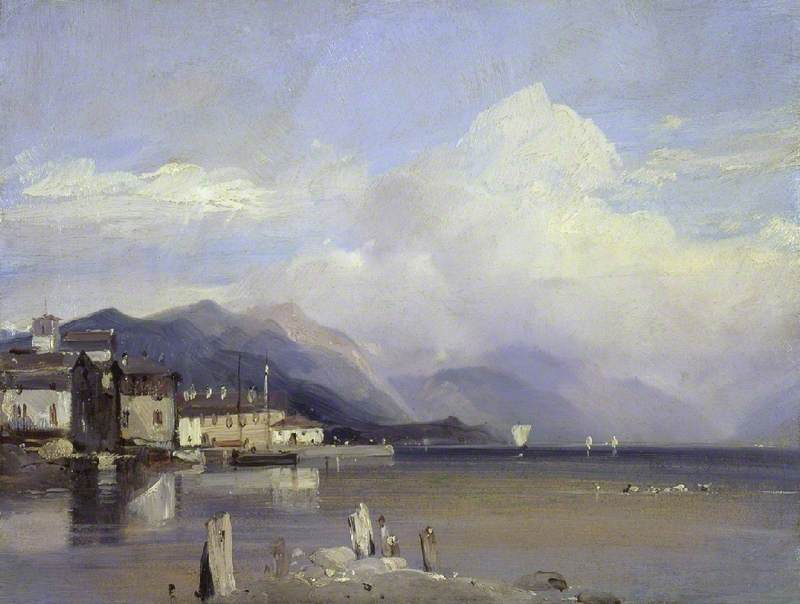
Panoramica di Genova con il monte Fasce sullo sfondo

Gottesheim marciò su Nervi, mentre la sua destra si diresse contro il monte Cornua e il monte Fasce. Il generale D'Arnaud, avvicinato da Gottesheim, gli cedette il monte Fasce dopo una discreta resistenza. Nel frattempo, Ott, che si trovava a Meco, si preparò ad attaccare il colle di Creto alla testa della colonna principale. Per superare la divisione Miollis poteva impiegare ventiquattro battaglioni e dieci compagnie di cacciatori, più quattro squadroni e quattordici pezzi.  Assieme a loro vi era Assereto, che al seguito del nutrito contingente di contadini insorti, partì al mattino da Croce di Fresco. Gli austriaci passeranno, divisi in tre forti colonne: la prima sfruttò passo di Torriglia; la seconda il passo del Monte Cornua e la terza usò un ponte di fronte a Recco. Tutte le truppe, una volta scacciato il nemico dalle loro postazioni, si sarebbero riunite sul grande massiccio del Monte Fasce.
Una seconda brigata al comando di Seczeni prese con la forza Torriglia e Scoffera. Petitot, che doveva proteggere tali posizioni, aveva ripiegato sul Bisagno dopo aver fallito nel mantenere il controllo della cittadina ed era inseguito dai nemici. Durante alcuni scontri assieme alla sua avanguardia, rimase ferito. Una semibrigata inviata a Genova da Massena gli permise di schierarsi nel quartiere genovese di Prato.

#### Il Passo della Bocchetta
Invece, furono molte le difficoltà degli austriaci a prendere il passo della Bocchetta, ottimamente difeso dai francesi. Hohenzollern si era messo nelle condizioni di prendere la Bocchetta ma invece di fare uno sforzo per impensierire Gazan al centro, si applicò ad aggirarlo contemporaneamente su entrambe le ali, sia a Busalla contro la sua destra sia a Marcarolo contro la sua sinistra, e a minacciarlo da lontano estendendo le sue squadriglie nella pianura tra Orba e Scrivia. La mancanza di accordo e di energia che c’era in movimenti così estesi permise ai francesi di paralizzarne l’effetto. All'avvicinarsi del nemico, il generale Gazan fece ritirare tutte le sue truppe avanzate e stabilì la maggior parte della sua divisione a Busalla, sulla destra della Bocchetta. Gli uomini di Hohenzollern infatti catturarono Ronciglione e Marcarolo. La Bocchetta, nel mentre, era stata occupata dalla brigata Frimont. Il 2º e 3º reggimento avevano occupato lo sperone del monte Giovi per impedire che Ott e Hohenzollern potessero ricollegarsi. Alle ore 16, Gazan decise che era il momento di contrattaccare: ordinò alla 78ª semibrigata che aveva evacuato Marcarolo, il monte Calvo e Rossiglione e riprendere le quelle stesse posizioni. L'ordine fu eseguito. In seguito, affidato parte del 5º reggimento di fanteria leggera a Spilal, richiese che venissero liberate le alture della Bocchetta: dopo un vivace combattimento, i francesi ne ripresero il possesso. Le truppe di Frimont e Rosseau furono scacciate. Von Melas aveva ordinato loro di separare le forze di Gazan e Marbot spingendole verso Cogoleto, invece l'unico frutto che gli imperiali ottennero dal loro attacco fu la cattura di un convoglio destinato a Gavi, che la loro cavalleria leggera intercettò durante il tragitto a Carosio.

#### L'attacco austriaco alla Cadibona

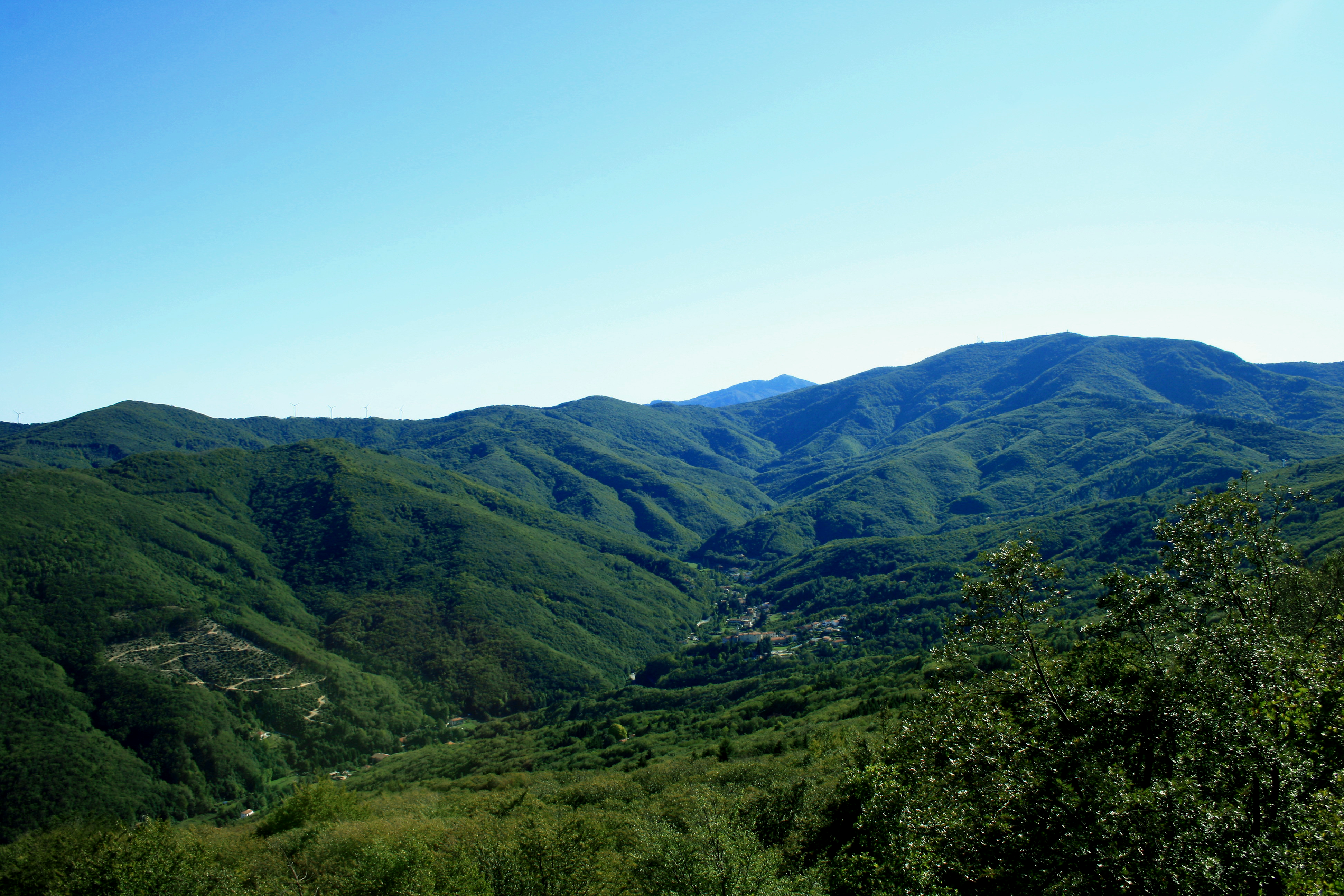
Panoramica di Bormida e del monte Settepani

L'attacco principale di von Melas stava accadendo al centro dello schieramento francese. Infatti, a partire dalla mattina del 6 aprile, le truppe austriache radunate nella val Bormida si erano mosse verso i punti che dovevano conquistare: la divisione Mittrowsky, comandata dal conte Palfy, avanzava da Altare verso il passo della Cadibona, affiancata alla sua sinistra dalla brigata Saint Julien, che doveva impadronirsi di Montenotte, e sgombrare la valle dell'Orba; mentre il numeroso corpo d'armata di von Elsnitz si avvicinava al monte San Giacomo, distaccò la brigata di Ulm per scacciare i francesi dal monte Settepani, e spinse quella di Sticker su Vado. L'attacco di Palfy fu effettuato con vigore. Le brigate di Bussy e Lattermann, fortemente aiutate dalla marcia di Sticker su Vado, non ebbero difficoltà a scacciare tre battaglioni repubblicani dalle fortificazioni costruite sulla cresta delle montagne. Il generale Gardanne tentò di stabilirsi sulla Cadibona ma, inseguito e minacciato dai granatieri di Reisky, non ebbe il tempo per organizzarsi e fu costretto ad abbandonare il passo e lasciarlo agli austriaci. Nel frattempo la brigata Saint Julien aveva preso Montenotte e occupato con la forza i trinceramenti difesi dal 62º reggimento. Von Melas ordinò quindi un attacco simultaneo al monte Acuto e al monte Negino, dove si erano radunate le deboli truppe di Gardanne. I francesi, aiutati dalla geografia del luogo e da artiglierie superiori, si difesero a lungo con coraggio, resistendo agli attacchi degli austriaci fino al giorno successivo. 

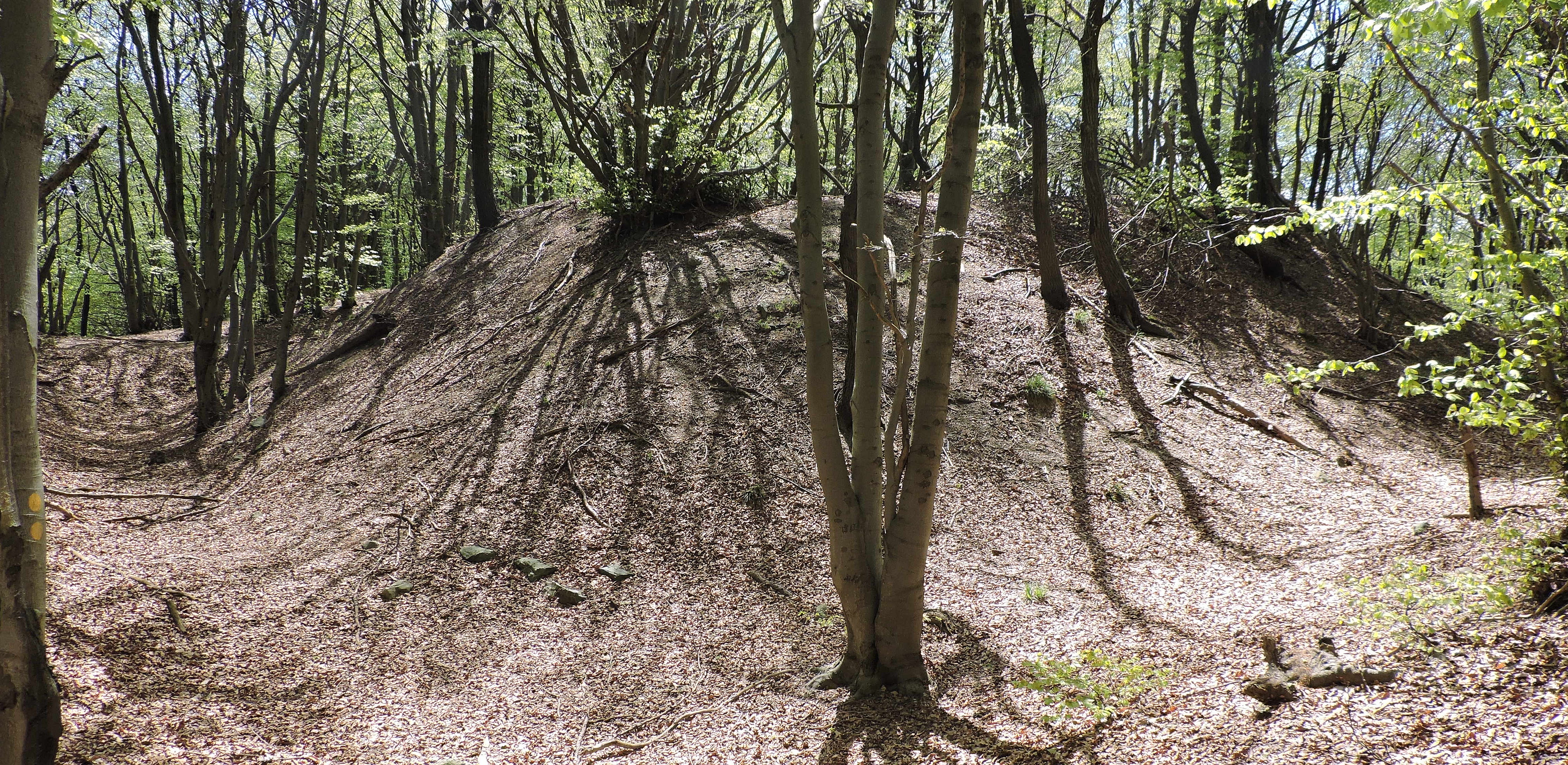
Trinceramenti del Bric del Tesoro, nei pressi di Montenotte

Durante gli scontri sulla Cadibona, che videro i francesi ritirarsi prima verso Cogoleto e poi da Voltri, venne ferito il generale Marbot. Nonostante le cure del figlio, l'ufficiale risentì profondamente della crisi dovuta alle misure di assedio poste dagli alleati. Già indebolito dalla convalescenza ed ulteriormente affaticato dalla fame che imperversava in città, Marbot si ammalò di tifo, come molti altri soldati repubblicani in quel periodo. La malattia ebbe la meglio su di lui.
Nel complesso, il piano di von Melas aveva avuto successo: Massena, non avendo chiari rapporti su quanto stesse accadendo al suo centro e alla sua sinistra, non aveva compreso la portata dell'attacco degli austriaci e credeva erroneamente che si trattasse di un'operazione limitata al monte Fasce. Decise di agire il giorno successivo. Il fatto che Assareto si stesse dirigendo in val Polcevera alla guida dei rivoltosi rendeva ancora più prioritaria l'operazione di Massena.

### 7 aprile

#### Attacco francese al monte Fasce

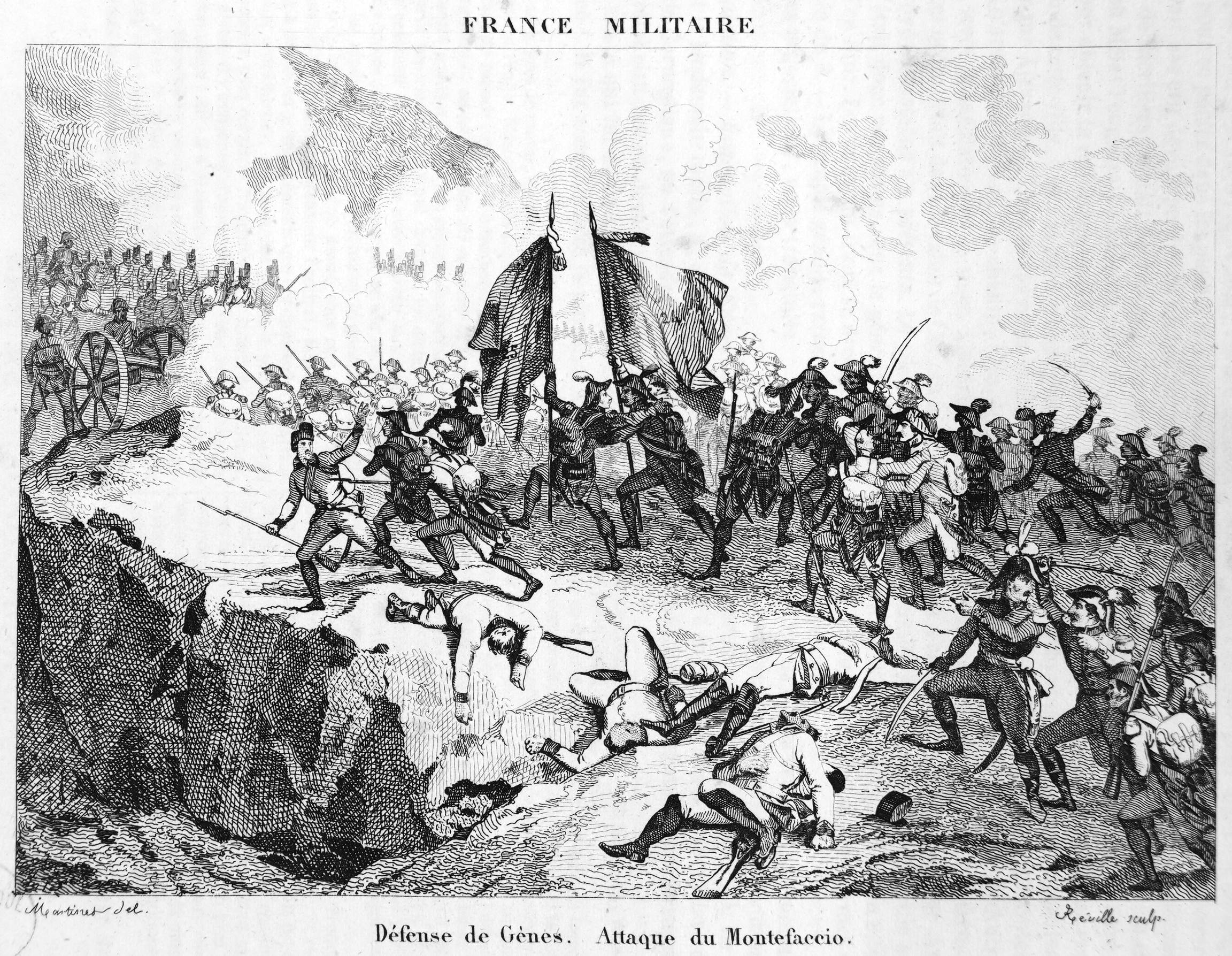
Attacco al Monte Fasce

All'alba del 7 aprile, mentre Miollis marciava con due battaglioni attraverso Parisone verso il monte Fasce, il generale D'Arnaud vi condusse via Quinto una colonna di 2500 uomini e la brigata Petitot, rinforzata con la 92ª mezza brigata, risalì il Bisagno per aggirarlo. Gottesheim stava radunando le sue truppe per scendere verso Quarto quando fu colpito dai francesi. L'attacco guidato da Massena, che seguiva le sue colonne con una riserva di 800 valorosi, fu condotto con vigore: il monte, difeso da un corpo di insorti e da tre battaglioni agli ordini del barone d'Aspre, fu preso con la forza. La seconda linea di Gottesheim, che voleva avanzare in appoggio alla prima, fu presto rotta e dispersa e gli austriaci, inseguiti di posizione in posizione verso il Fontanabuona, persero successivamente tutti i prigionieri catturati nei dintorni di Genova. Al termine dello scontro il generale D'Arnaud occupò Torriglia e Scoffera mentre Miollis si stabilì sul Cornua. Numerose furono le perdite austriache: 250 caduti ed oltre 1400 prigionieri su un totale di 7000 uomini.

#### La ritirata di Soult
Alla Cadibona, le linee francesi erano in palese difficoltà. Il generale Soult, arrivato da Cornigliano per unirsi a questa divisione, comprese la criticità della situazione e cercò di porvi rimedio, almeno momentaneamente. Raggiunse la bandiera di uno dei reggimenti e radunò a sé un numero sufficiente di uomini. Alzatosi il loro morale dopo l'arrivo di Soult, questi riuscirono a porre una discreta resistenza, rallentando il fuoco nemico per svariate ore. Notato che una colonna austriaca stava scendendo verso Vado ed un'altra verso Stella, Soult comprese che non avrebbe più avuto vie di fuga verso Genova se si fosse trattenuto a lungo in quel luogo. Quindi, per evitare l'accerchiamento, si spostò su Savona. La stessa notte evacuò la città, lasciando 600 uomini di guarnigione nel forte, al comando del generale Buget. La flotta inglese, che era a conoscenza del piano di attacco austriaco, si spostò da Genova per supportare gli imperiali a Savona. Tuttavia, la calma piatta influì notevolmente sulla velocità di movimenti degli inglesi. Verso le 10 di sera, un'imbarcazione scortò un ufficiale austriaco al cospetto dell'ammiraglio, informandolo del successo dell'operazione. La Minotaur venne lasciata di guardia al porto di Genova; le navi El Corso e Porto Finio vennero inviate a sorvegliare i magazzini di Ott a qualche chilometro da Genova mentre il resto della flotta proseguì verso Vado dove attraccò nelle prime ore del giorno successivo.

#### Il fronte si spezza

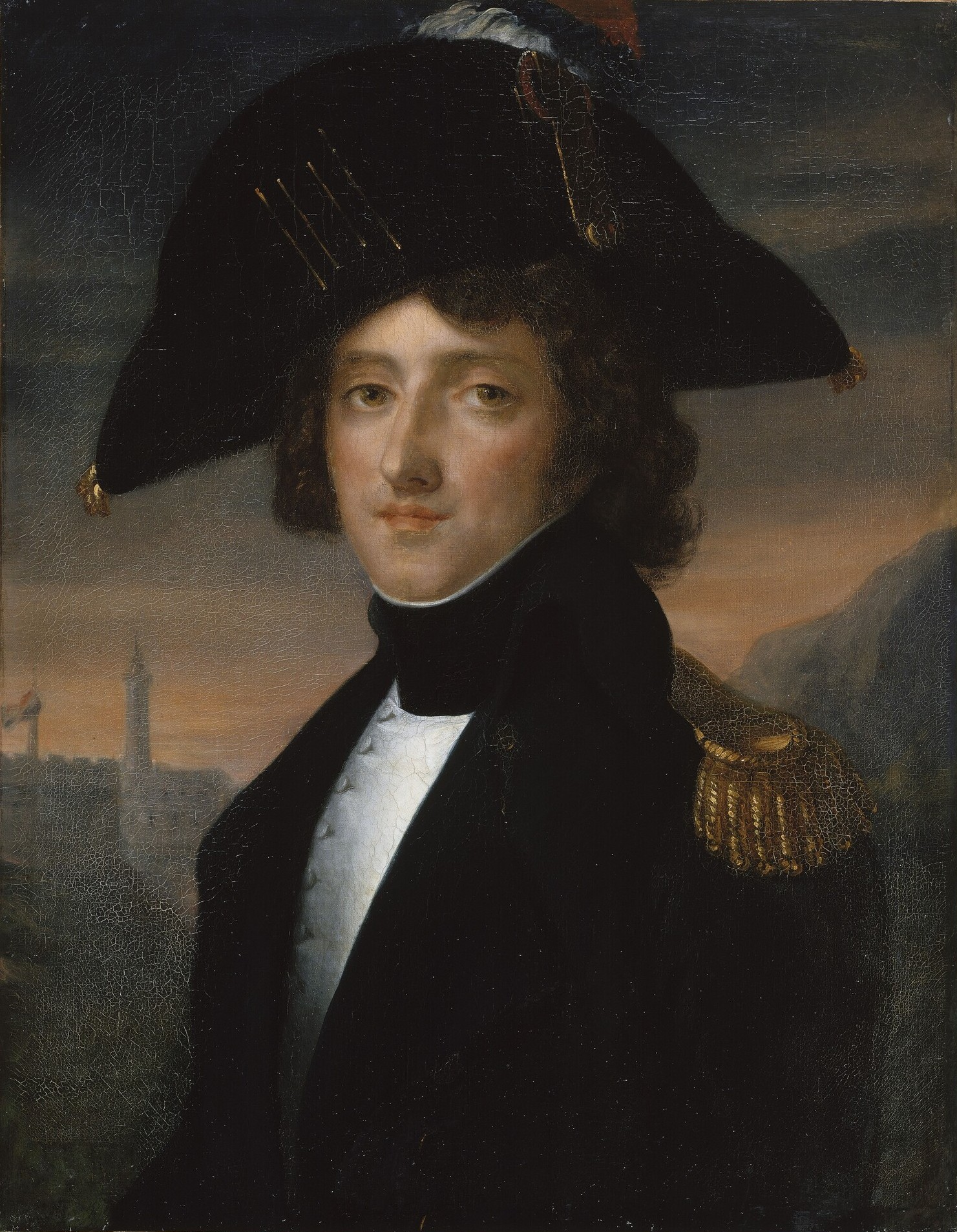
Il generale Suchet nel 1795

Suchet era impegnato con le forze di von Elsnitz: la brigata Gorrup, dopo aver combattuto nella valle del Tanaro, ripiegò su Bardineto; la divisione del generale Ulm attaccò le postazioni del monte Settepani; Sticker, distaccato su Vado, assediava il fortino di San Stefano. Lo stesso von Elsnitz occupò il monte San Giacomo con la divisione di Morzin. L'avvicinarsi di forze così considerevoli e la presa di Savona, convinsero Suchet a evacuare le cime degli Appennini e a concentrarsi a Borghetto, dove fece costituire alcuni depositi: di conseguenza furono abbandonate le postazioni di Melogno, Settepani e Finale. La ritirata avvenne in buon ordine ed il nemico, contento di ciò che aveva ottenuto, non cercò di disturbarla. Anche una mezza brigata che teneva Vado evacuò questo porto e si unì al corpo del generale Suchet via mare. Questi diversi combattimenti costarono ad entrambe le parti diverse centinaia di uomini. Se una delle due parti poteva essere maggiormente fiera dei risultati ottenuti, quelli erano sicuramente gli austriaci, che riuscirono nel loro progetto di sfondare il centro della linea francese, isolando interamente l'ala destra che difendeva Genova.
Appena Massena fu informato di ciò che era accaduto presso Savona, comprese che non si trattava più di un semplice attacco al monte Fasce, ma che l'operazione in corso era più complessa. Giudicò che era importante soprattutto ristabilire le comunicazioni alla sua destra e tutti i suoi pensieri erano diretti verso questo obiettivo essenziale. Decise quindi di sferrare una vigorosa offensiva, mentre, dal canto suo, Suchet si sarebbe diretto verso il forte di Savona, designato come punto di incontro.

### 8 aprile
In maniera quasi comica, gli austriaci riuscirono a far loro il passo della Bocchetta. Hohenzollern intendeva raggiungere Ott sul monte Fasce, inconsapevole della sconfitta del giorno precedente, nella speranza di riuscire a superare il blocco francese. Il grosso delle truppe fu raccolto a Capanne di Marcarolo. Allo stesso tempo, la divisione di Gazan si stava muovendo, intendendo lasciare la protezione del passo alla divisione di Miollis. Tuttavia, Soult, inconsapevole che il prezioso valico era stato lasciato sguarnito, radunò la divisione di Miollis a Campofreddo per marciare su Sassello. Hohenzollern, avvertito sia del movimento di Gazan sia di quello di Miollis, concluse che non potesse esserci alcuna armata francese a difesa del passo. Lasciati mille uomini di guardia a Capanne, con il compito di tenere d'occhio la divisione francese di Gazan, si diresse verso il passo. Sfruttando il chiaro di luna, raggiunse la notte del 9 aprile. Il giorno seguente si preparò a marciare su Campomorone. Parecchi degli insorti si unirono alle forze imperiali e marciarono sulla vallata del Polcevera.

### 9 aprile

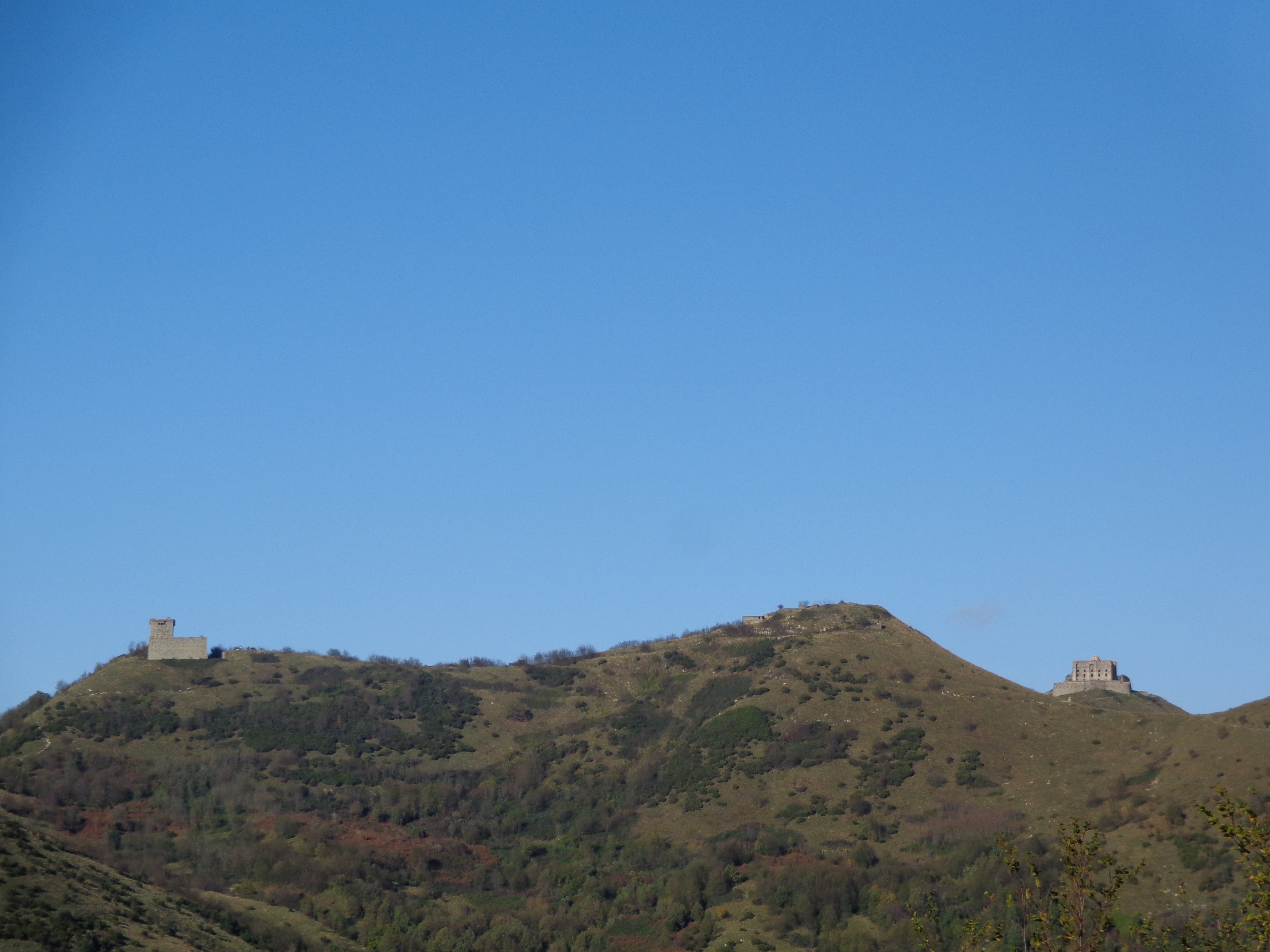
Vista di alcuni dei forti che dominano la città di Genova

Massena organizzò l'attacco a Savona nel seguente modo: Miollis, con una divisione di 7000 uomini si sarebbe fatto carico della difesa di Genova, Gardanne e Gazan, con 5000 uomini a testa, si sarebbero mossi verso la città, il primo passando lungo la costa ed il secondo attraverso Voltri e Sassello. Massena propose di riunire le forze nella zona di Montenotte mentre Suchet da Borghetto avrebbe cercato di riprendere il monte San Giacomo e, se possibile, Savona e Vado. Lo stesso giorno, von Melas aveva previsto di iniziare la propria avanzata verso Genova: lasciò la divisione di von Elsnitz a Vado per coprire gli attacchi di Suchet alle loro retrovie mentre il resto delle forze sotto il suo comando avrebbero tentato di ricongiungersi con Hohenzollern. Massena partì da Genova alle ore 10, stabilendo a Cogoleto il suo nuovo quartier generale.
Soult, non volendosi lasciare alle spalle i 1000 austriaci di Ronciglione e Capanne, li fece attaccare da Gazan. Questi li sconfisse senza difficoltà, ma la manovra, non prevista, rallentò le operazioni di Massena. I soldati di Gazan, stanchi per i continui spostamenti, si fermarono a Campofreddo ed arrivarono a Sassello solo il 10, con un giorno di ritardo. In tutto ciò, Soult era ancora all'oscuro del fatto che la Bocchetta non fosse più controllata dai francesi.

### 10 aprile

#### L'attacco di Soult a Sassello
Von Melas, per collegarsi con Hohenzollern, aveva occupato le alture che si estendono da Varazze sino al Veirera. Soult, che si era mosse con le proprie forze, venne a conoscenza della cosa quando si trovava ad un miglio da Palo-pataré: per evitare che gli ottomila austriaci scendessero verso Voltri e tagliassero la ritirata di Massena, decise di appostarsi e combattere. Il generale Gazan si posizionò con parte dei suoi uomini a sinistra di Palo-pataré, sul sentiero che dal Veirera porta a Ponzone mentre il generale Poinsot marciò su Sassello, per attaccare la retroguardia delle truppe nemiche. Il movimento, eseguito con rapidità e ordine ebbe successo e sia la cittadina di Sassello sia le alture alla sua sinistra rimasero in possesso francese. I francesi fecero 600 prigionieri e presero 3 cannoni e circa duecentomila munizioni, mentre il grosso degli austriaci proseguirono verso il Veirera.
Data la posizione presa da Soult attorno al monte Veirera, restavano solo due sentieri agli austriaci: uno che portava a Pontinvrea, presso Moglia, e quello di Montenotte. Temendo di essere aggirati e di perdere la comunicazione con Montenotte, Saint Julien inviò un reggimento a coprire il sentiero ed un altro gruppo di soldati a richiedere rinforzi a von Melas. Questi non sarebbero riusciti ad arrivare prima di mezzogiorno dell'indomani. Solo tre reggimenti austriaci rimasero sulla montagna.

#### Il primo scontro tra Melas e Massena

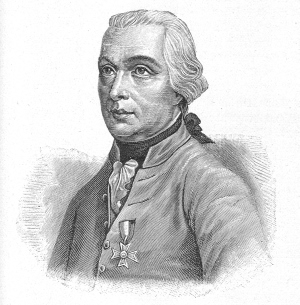
Il generale Michael von Melas

Parallelamente a Soult, anche Massena avanzò sulla costa, in direzione di Varazze. Quando la brigata di Bussy, una delle sei che formavano l'armata austriaca, scorse gli uomini di Massena in arrivo, informò immediatamente von Melas. Questi ordinò ai granatieri di Latterman di scendere lungo il sentiero costiero e di proseguire la marcia lungo il litorale fino oltre la cittadina. Essendo a quell'altezza la posizione dei francesi ben visibile, ordinò al conte Palfy di avvicinarsi da sinistra con parte della sua colonna, mentre lui stesso l'avrebbe girata per Sanda, Brasi e il monte Croce. Questi spostamenti, che avvennero su crinali paralleli alla costa, sfuggirono a Massena, che decise di prendere gli austriaci di Latterman a colpi di cannone, preparandosi ad affrontarli sul monte Croce. Ben presto entrambe le parti aprirono il fuoco contro l'altra ma i granatieri del generale Lattermann, avendo catturato Varazze, rivelarono, indirettamente, ai francesi la pericolosità della loro posizione.
Minacciato di accerchiamento, il generale francese manovrò immediatamente per riunirsi con il suo aiutante Sacqueleu. Il nemico cercò di impedire che ciò accadesse: sospese la marcia e prese posizione presso Santa Croce. A nulla servirono tutti gli aiutanti di campo che Massena aveva inviato a Sacqueleu con l'ordine di accelerare il passo: questi rimase immobile, come terrorizzato. Il conte Palfy, formate due colonne d'attacco, le fece scalare i ripidi fianchi della montagna: per due volte i suoi uomini furono respinti da una pioggia di proiettili e pietre, mentre la terza, dando prova di gra determinazione, raggiunsero le posizioni francesi ed ingaggiarono i repubblicani. Il generale Gardanne, l'aiutante generale Campana, tre aiutanti di campo di Massena caddero feriti e uno di loro fu fatto prigioniero. Stupito da una resistenza così ostinata, von Melas formò il reggimento Spleny in una colonna d'attacco, con i granatieri al centro, e ordinò loro di allontanare il nemico dalla montagna; contemporaneamente ordinò alla brigata Sticker, che stava raggiungendo le alture di Stella, di gettarsi nelle retrovie francesi per sostenere quest'ultimo attacco.

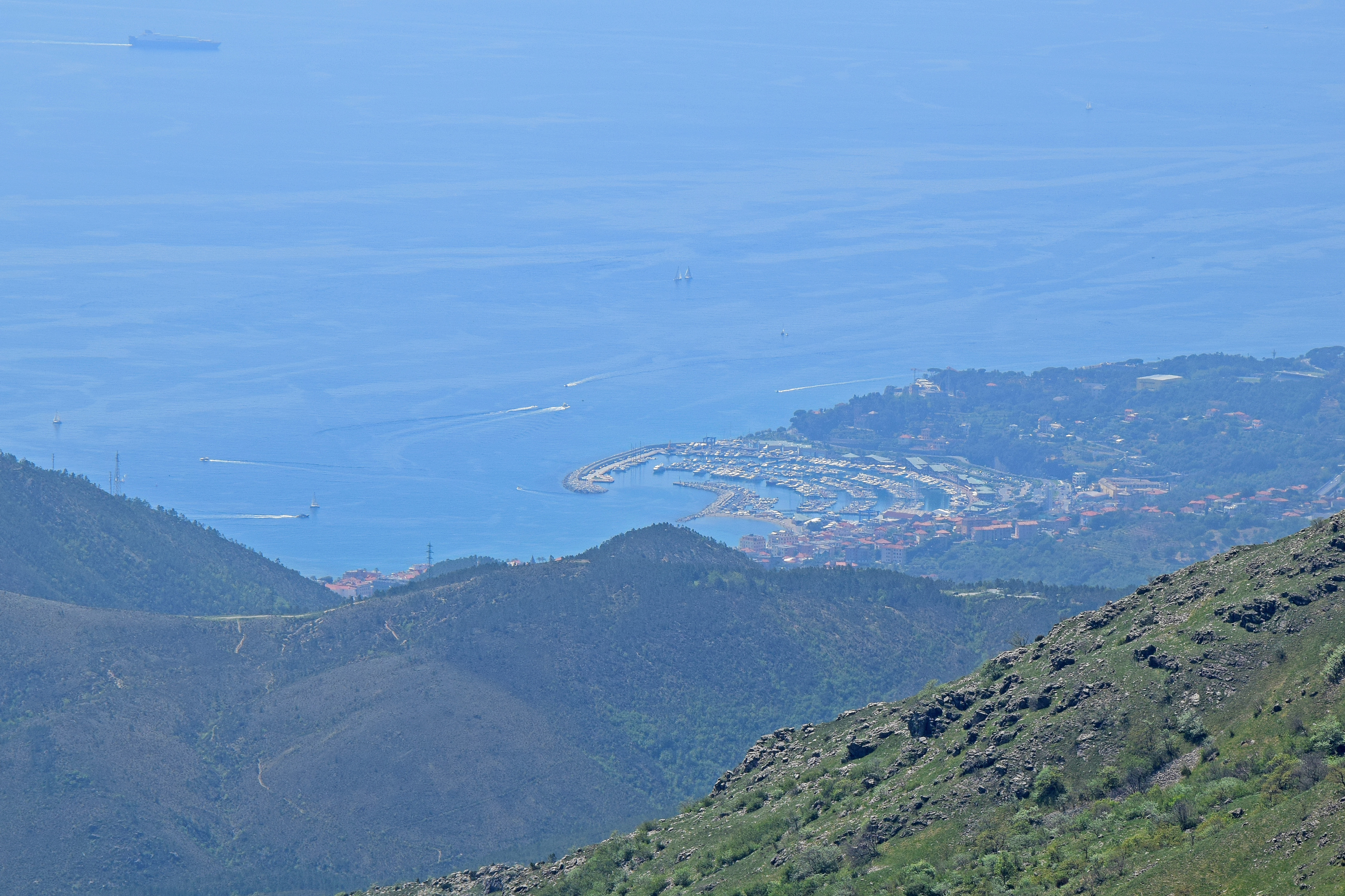
Alture attorno a Varazze

I repubblicani iniziarono di nuovo a far piovere pietre e ad attaccare gli aggressori. Non appena Massena ebbe la certezza del movimento del generale Sticker sulla via della ritirata, si ritirò in buon ordine verso le alture di Varazze. Gli austriaci si diedero all'inseguimento. Massena incaricò Fressinet di coprire la ritirata e partì, seguito solo da tre ufficiali, alla ricerca della colonna di destra che si ritirava anch'essa davanti ad alcune pattuglie austriache. Dopo un'ora e mezza, trovò finalmente questa colonna. Non potendo trattenere l'indignazione, rimproverò Sacqueleu della sua viltà e lo congedò sul posto in presenza delle truppe. Preso comando degli uomini di Sacqueleu, si recò alle dieci di sera a Cogoleto, dove fu costituito il corpo di sinistra. Questo scontro costò ai francesi 400 uomini tra morti e feriti.

### 11 aprile

#### Attacco al Veirera e primo assalto all'Ermetta

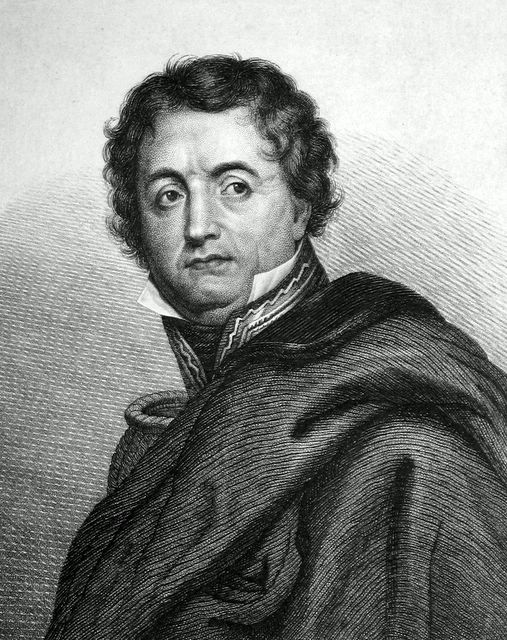
Il generale Soult

Gli austriaci di Saint Julien si batterono nuovamente contro le forze di Soult, che aveva ordinato al generale Gazan di attaccare la Veirera alle ore quattro. La resistenza austriaca fu ammirevole ma non fu sufficiente a contrastare l'impeto ed il coraggio dei francesi: i soldati imperiali iniziarono a ritirarsi. Quando i francesi presero atto del tentativo nemico di evadere la loro pressione, questi combatterono con vigore ancora maggiore, riuscendo ad isolare per intero una parte della colonna austriaca: furono fatti quasi 2000 prigionieri, tra cui l'intero reggimento Deutsch-Meister, sette ufficiali e numerose bandiere. Nell'azione si distinsero numerosi soldati, tra cui lo stesso Gazan, il suo aiutante Gauthrin ed il capobrigata Mouton.
Il resto degli austriaci sconfitti si ritirò in disordine verso Montenotte. Successivamente, le forze di Saint Julien si radunarono presso il monte Ermetta. Soult decise di attaccarlo. Soult fece inizialmente occupare da Gazan la montagna del Grosso Pasto, antistante a quella degli austriaci. Gli austriaci, organizzati in due colonne per un totale di circa 5000 uomini, tentò di aggirare i francesi, passando dalla loro sinistra, senza successo. Giunse il turno dei repubblicani di attaccare la posizione austriaca: i francesi mostrarono il massimo valore, ottenendo alcuni progressi sulla sinistra ma venendo respinti sul lato opposto. Oltre a ciò, alcuni reparti imperiali inviati ad aggirare la loro posizione iniziarono a colpirli alle spalle. Tagliati dal resto dell'armata di Soult, cominciarono a patire la mancanza di provviste e di cartucce per sparare. All'avvicinarsi della notte, alcune compagnie cedettero, ma furono radunate. In questa circostanza si distinse il capobrigata Godinot: incurante delle ferite ricevute nell'assalto all'Ermetta, attaccò gli austriaci, subito seguito dal generale di brigata Fressinet, che lo stesso Massena aveva inviato con sei battaglioni alla ricerca del corpo di Soult, con il quale aveva perso le comunicazioni. Gli austriaci dovettero ritirarsi di fronte al rinnovato attacco dei francesi, subendo cospicue perdite ed abbandonando qualche centinaio di francesi presi prigionieri nelle ore precedenti. I combattimenti proseguirono ancora sul lato destro, ma non vi fu alcun inseguimento: il sole era già calato da due ore e le torce erano a malapena sufficienti ad illuminare il cammino. Fu quindi dato l'ordine di radunarsi e mantenere le posizioni acquisite in giornata. Soult scrisse a Massena quali risultati gli avessero regalato una giornata così impegnativa. Un tempo aveva il progetto di inviare il 3º reggimento di battaglia verso Albisola. Fu la mancanza di cartucce a costringere il rinvio dell'operazione.

#### Massena si ritira a Voltri

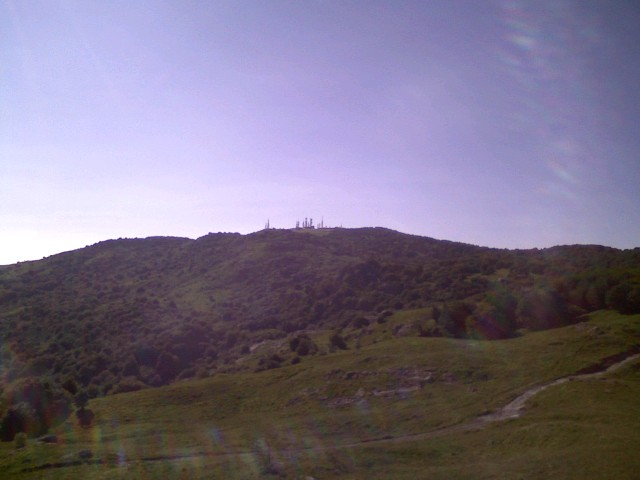
Monte Beigua, ad ovest di Cogoleto. Qui ebbero inizio gli scontri dell'11 aprile 1800

Massena, che in precedenza aveva stabilito il proprio quartiere generale a Cogoleto, aveva 10 battaglioni a sua disposizione. Dopo averne inviati sei in soccorso di Soult, i soli quattro battaglioni restanti, circa 2000 uomini in tutto, non erano sufficienti per respingere un eventuale attacco da parte delle truppe imperiali. Von Melas, che aveva ricevuto notizia dell'allontanamento di Fressinet, decise di sloggiare i francesi dalla cittadina.
Verso l'una del pomeriggio iniziò l'attacco austriaco. Erano i granatieri di Latterman a guidare l'azione. I francesi del 97° erano disposti lungo la riva destra di un torrente che scorre ad ovest della cittadina. Inizialmente, la semibrigata che manteneva la posizione resse l'impatto degli austriaci ma, vedendosi lentamente costretta ad indietreggiare, perse di coesione e iniziò a muoversi lungo la costa, dove venne colpito sia da sei navi della flotta inglese sia dalla cavalleria austriaca di Szekler. Massena, volendo tentare di fornire una copertura per la ritirata dei suoi uomini, prese con se una trentina di ufficiali ed effettuò un'azione di cavalleria, con la quale disperse gli austriaci. Reputando impossibile mantenere la posizione, Massena fece retrocedere i propri uomini prima ad Arenzano e poi a Voltri. Essendo oramai notte, il nemico non proseguì nell'inseguimento dei fuggitivi.

#### Sviluppi dell'ala sinistra francese
Von Elsnitz e Suchet si stavano combattendo sul monte San Giacomo con alterne fortune, sebbene il primo fosse indebolito dai vari distaccamenti che aveva dovuto effettuare. In precedenza, Suchet aveva ricevuto l'ordine da Massena di tentare di ripristinare il collegamento tra le due ali dell'esercito, venuta a mancare dopo l'azione del 6 aprile, Agendo di conseguenza, per contribuire agli sforzi che sarebbero stati tentati a Montenotte il 10, Suchet aveva lasciato il generale Pouget a guardia di Borghetto e si era diretto la sera del 9 verso Bardineto e Calizzano, dove liberò due postazioni austriache. Da qui Suchet, dopo aver distaccato la brigata Seras, a coprire le sponde della Bormida, fece marciare Clausel da solo verso Melogno.

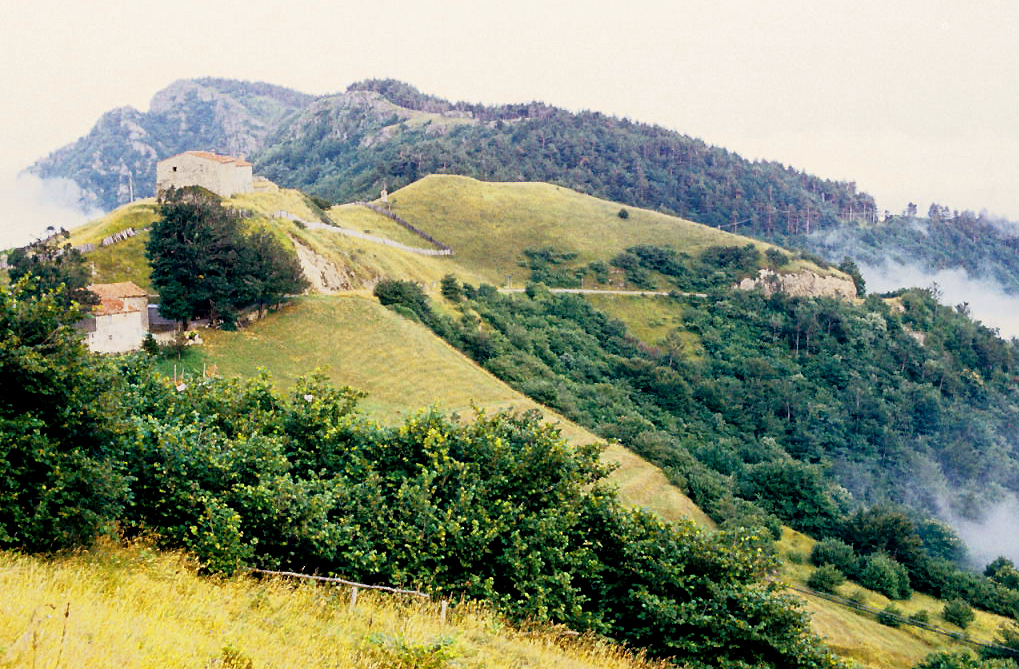
Paesaggio di Melogno

Von Elsnitz aveva una buona linea: la sua sinistra aveva sede a Finale, dove occupava il fortino, il centro occupava il Monte San Giacomo, la brigata Ulm a destra era accampata sul monte Settepani. Con il favore della nebbia e dell'oscurità, il giorno seguente Clausel fece occupare Melogno dal generale Compans, separando Ulm dal resto del corpo di battaglia. Inizialmente si tentò un assalto alle posizioni austriache ma, sciaguratamente, un ufficiale che pretendeva di portare ordini da parte di Suchet, fermò lo slancio francese, chiedendo di parlare con gli austriaci e trattare la resa. Questi ultimi, invece, reagirono sparando contro i repubblicani e causando decine di caduti e feriti. Fu incaricato Compans a porre rimedio a questo disastro: il giorno successivo, l'11 aprile, la 7ª  leggera scalò la montagna prima dell'alba e, grazie alle nebbie che così spesso ricoprono la vetta, sorprese completamente le truppe di Ulm, eliminò le loro ridotte e, aiutata dal il resto delle forze di Clausel, le rovesciò su Biestro, con una perdita compresa tra 1300 e 1400 prigionieri.
Von Elsnitz, informato di questi avvenimenti, aveva rinforzato la guarnigione del forte di Finale e radunato tutte le sue forze a San Giacomo, con l'intenzione di salvare Ulm, se fosse stata seriamente attaccato. Questa precauzione non funzionò. Tuttavia, dopo la presa delle postazioni di Ulm, Suchet inviò il generale Solignac a Madonna della Neve mentre Clausel fu inviato a Colle dei Pini: il primo fu respinto con considerevoli perdite proprio dalle truppe di San Giacomo mentre il secondo, trovando maggiore fortuna, riuscì a catturare 300 granatieri ungheresi.
Suchet, respinte le truppe di von Elsnitz avrebbe potuto spingersi fino a Sassello e ricongiungersi con la divisione di Gazan, ma questo non avvenne. Il generale fece ritirare i suoi uomini durante la notte. La decisione di Suchet può essere vista sia come un atto di prudenza sia come uno di gelosia. Da una parte, il luogo preciso in cui la sua colonna ed il resto dell'esercito francese avrebbero dovuto incontrarsi non era stato comunicato con chiarezza e tale informazione non poteva più giungere in suo possesso, essendo tutto il territorio tra i due tronconi dell'esercito francese in possesso degli austriaci. Suchet, avventurandosi senza chiare indicazioni in una marcia in pieno territorio ostile avrebbe solamente esposto i suoi uomini ad un grave pericolo, tra le altre cose dovendo cercare un distaccamento che non sapeva nemmeno se fosse davvero presente. D'altro canto, Suchet avrebbe potuto seguire il rumore degli spari, che riecheggiava tra le valli e forniva un'indicazione approssimativa del luogo in cui stavano avvenendo gli scontri e di conseguenza garantiva, con una certa dose di precisione, la posizione esatta delle altre truppe francesi. Congiungersi al resto dell'esercito in queste condizioni avrebbe necessariamente comportato una successiva subordinazione nei confronti di Soult, che comandava i reparti presenti in zona, e Suchet non apprezzava particolarmente questa idea.

### 12 aprile

#### Secondo attacco all'Ermetta

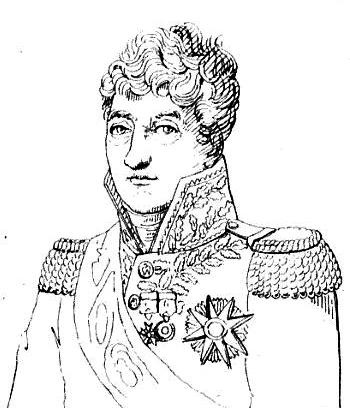
Il generale Gazan

All'alba, 5000 austriaci si avvicinarono all'Ermetta. Temendo di essere circondate, le postazioni francesi si ritirarono. Gli imperiali si trincerarono laddove i repubblicani avevamo preso piede il giorno prima, e Bellegarde, seguito da von Melas, voleva ricacciare i suoi avversari su Voltri. Ma i repubblicani lo avvistarono alle 10, Soult aveva formato quattro corpi: Poinsot a destra, con i granatieri del 2° di battaglia e del 25° di fanteria leggera; Gazan al centro, dove avrebbero dovuto agire con il 78º e il 92º reggimento; Fressinet teneva la sinistra formata dal 3º reggimento di fanteria leggera, 62º e 63º reggimento di battaglia; il 3º reggimento di battaglia costituiva una riserva. Prima dello scontro restavano solo 28000 munizioni, per cui, per risparmiarle, occorreva combattere alla baionetta. Tutte le truppe mostrarono il massimo ardore: i battaglioni scesero a grande velocità le pendici del Grosso Pasto, attraversarono senza ostacoli un torrente e risalirono ripidi pendii della montagna. Intonando la Marsigliese, furono accolti da raffiche di salve sparate a grandissima distanza e con scarso effetto. La neve caduta durante la notte fu presto ricoperta dai corpi degli austriaci caduti sotto i colpi delle baionette repubblicane. Alle 2 del pomeriggio, sull'Ermetta, non c'erano più austriaci a combattere.
Terminati i combattimenti e preparati i bivacchi sul Grosso Pasto e sull'Ermetta, si palesò nuovamente il problema delle provviste: i francesi saccheggiarono il formaggio delle baite vicine ma 100 chili non fu sufficiente per placare la fame di 6000 uomini. Alcuni si diedero al saccheggio, rubando le capre dei villaggi vicini, altri iniziarono a depredare i cadaveri delle razioni di pane e acquavite. Alcune compagnie finirono per contendersi la carcassa di un cavallo di un ufficiale.
Mentre Soult e il suo stato maggiore erano raccolto attorno ad un fuoco in un ovile sul Grosso Pasto, Gauthrin portò buone notizie da Massena: un carico di munizioni era in arrivo. Soult si impegnò a scendere in soccorso di Massena non appena Suchet avesse compiuto un'efficace manovra diversiva.

#### Rinforzi da Genova

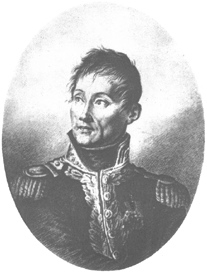
Il generale Miollis

La ritirata di Massena verso Voltri sarebbe indubbiamente proseguita se il nemico, invece di fermarsi, avesse proseguito nell'inseguimento, considerando che il generale francese non aveva forze sufficienti per opporsi e mantenere un collegamento con Soult. Approfittando di tale errore, Massena fece richiamare 2000 uomini dal comando di Miollis e li aggregò alle proprie forze, stabilizzando la propria posizione a Voltri. Questi rinforzi non poterono giungere in un momento più opportuno: una colonna di 2000 prigionieri, inviata da Soult, era sul punto di ribellarsi, siccome la scorta francese era troppo debole per opporsi.

### 13 aprile
Prima dell'alba del 13, una fitta nebbia copriva il paesaggio. Un'oscurità abbastanza fitta ha avvolto l'alto Appennino per tutta la giornata. I francesi effettuarono tre ricognizioni in direzione sud avvicinandosi ai massicci de La Galera, di Santa Giustina e della Stella. All'ultimo punto, d'Aoust impiegò mezza compagnia, 50 uomini, per mettere in fuga un posto di 200 austriaci, per fare 20 prigionieri. Solo verso sera un forte colpo di vento spazzò via la nebbia. Una fornitura, richiesta sei volte, è arrivata intorno alle 20. Consisteva in sessanta sacchi di pane e venti barili di brandy trasportati da 22 muli e 115 uomini. Un terzo di quanto previsto.
Nel frattempo, Massena suo diresse la colonna del generale Thiébault da Voltri a Varazze, davanti al quale bivaccò, fronteggiando l'avanguardia dei granatieri di Lattermann.

### 14 aprile
Von Melas, stupito dalla resistenza dei francesi, decise di rafforzare le armate impegnate contro gli uomini di Soult. Richiamò la brigata di Latterman, portandola ad Albissola, dove avrebbe mantenuto un compito più difensivo e portò in avanti quella di Bussy. Le cinque brigate austriache presenti (Bussy, Saint Julien, Brentano, Sticker e Bellegarde) si riunirono a Montenotte e sul monte Negino, pianificando di ricongiungersi con il corpo di Hohenzollern e spingere i francesi verso Genova. L'operazione fu programmata per il giorno successivo. Per giungere a tale scopo, Saint Julien dovette marciare verso Moglia, Bussy verso il monte Londrino, dietro Pontinvrea e le altre brigate verso il torrente Stella, in direzione del Grosso Pasto.

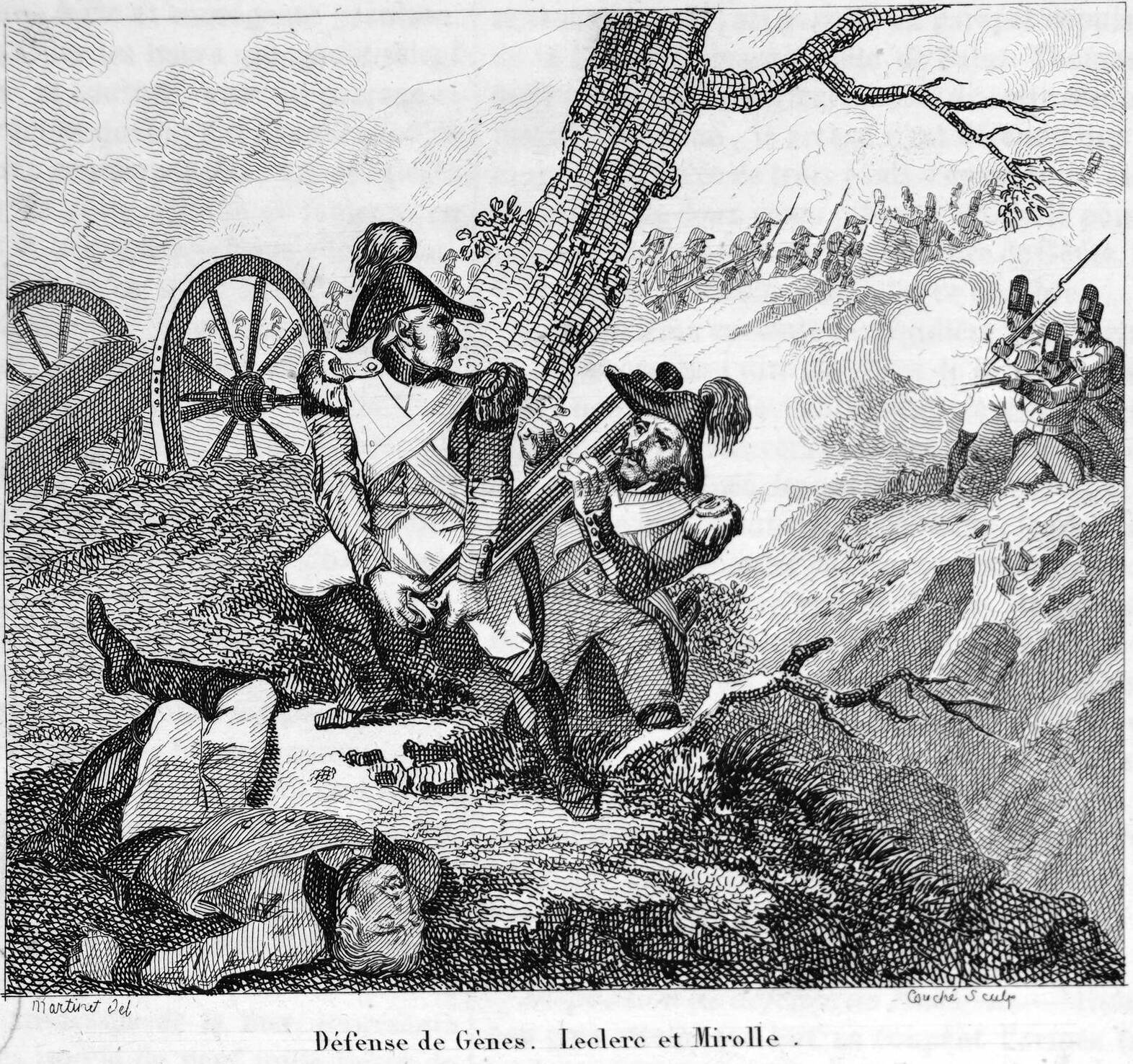
Leclerc e Mirolle durante la difesa di Genova

Soult fu messo a conoscenza degli spostamenti del nemico in breve tempo. Non avendo ricevuto razioni per un giorno intero, considerò l'idea di attaccare i campi austriaci tanto per cogliere di sorpresa il nemico quanto per rubare le sue provviste. Gazan fu incaricato di scendere dal Grosso Pasto e di cercare una via per attaccare il campo di La Galera, che copriva la strada verso Albissola. La sua brigata iniziò a muoversi solo nel pomeriggio in direzione sud-ovest e si imbatté in alcuni soldati di fronte al campo di Santa Giustina: ebbe inizio una breve scaramuccia che non portò ad alcun risultato concreto. Tutte le forze mandate in ricognizione fecero ritorno prima del calar della sera.
Venne elaborato il seguente piano per il giorno seguente: Painsot avrebbe effettuato una ricognizione, quindi avrebbe attaccato, con il 25º reggimento di fanteria leggera, il centro di Campo Galera; il capobrigata Cassagne avrebbe attaccato San Giustina con il 3° di fanteria leggera; Gazan si sarebbe spostato dall'Ermetta al Veirera con i granatieri del 2º e 3º reggimento di battaglia e, deviando a Veirera, avrebbe attaccato la sinistra austriaca davanti a Pontinvrea. Dopo aver seguito Gazan fino al Sassello, Fressinet alla testa dell'8ºreggimento avrebbe attaccato Moglia, massiccio che domina la sponda sinistra dell'Erro, dove Suchet sarebbe potuto arrivare comodamente. Il 62° e il 92°, salvo ordini di Gauthrin, che avrebbe seguito Fressinet, avrebbero mantenuto o superato Sassello, andando incontro a Suchet. Questo piano risulta alquanto sconnesso e con basse probabilità di successo: le spie francesi stimavano in 25000 il numero di austriaci presenti ed i francesi erano nettamente inferiori in numero.
Soult aveva tentato di avvertire Massena di effettuare un attacco diversivo, ma tale messaggio non riuscì a giungere in tempo. Parallelamente a ciò, alla colonna di Thiébault, giunta a Varazze, fu ordinato di raggiungere Albissola proseguendo lungo la costa. Questa operazione fu resa impossibile dal fuoco della flotta inglese, che costrinse i francesi a prendere una strada nell'entroterra.

### 15 aprile

#### L'infruttuoso attacco di Soult

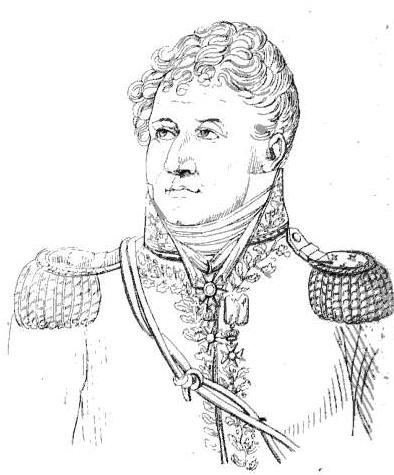
Il generale Fressinet

Gazan e Fressinet abbandonarono il campo prima della mezzanotte e si diressero verso i loro obiettivi in relativa tranquillità. Mouton ritornò verso Sassello, dove disperse un gruppo di qualche centinaio di soldati austriaci. I suoi uomini, trovate le provviste del nemico, si fermarono a consumarle. Terminato il pasto improvvisato, ripresero a marciare in ordine. Fressinet puntava sulla Moglia dove Saint-Julien aveva schierato 4000 uomini. I francesi, dopo aver consumato una buona parte della loro scorta di vino, iniziarono ad attaccare ma vennero respinti. Fressinet cadde dopo che un proiettile gli trapassò la coscia sinistra. Volendo riportare la sua truppa all'assalto, si fa portare in mezzo ai combattenti. In quel momento, un proiettile lo colpì al cranio, ferendolo in modo grave ma non mortalmente. Gauthrin, che sostituisce l'ufficiale svenuto e sanguinante, radunò gli uomini stanchi sotto la protezione del 92°, che combatté fino a notte.
Gazan aveva condotto la sua truppa davanti al versante orientale delle alture che ricoprono Pontinvrea. Spinto due volte indietro, può riuscire, con il terzo sforzo riuscì a respingere gli austriaci completamente, riuscendo ad occupare un lungo spazio. Questo successo fu opera del comandante Laborie, un ufficiale ferito due volte mentre guidava tre compagni di granatieri. Una buona manovra avrebbe portato ad un completo successo l'attacco di Gazan se von Melas non avesse fatto aggirare la destra francese da più di 5000 uomini delle brigate Brentano e Sticker. La prudenza spinse agli aggressori repubblicani a ritornare a Sassello.
Nel frattempo Poinsot e Cassagne si erano fermati con cautela davanti alle trincee occupate da Bussy. L'attacco avrebbe avuto migliori probabilità di successo se Suchet e Massena avessero portato le forze in supporto di Soult, ma ciò non accadde ed il francese fu presto costretto a richiamare Poinsot al Veirera. Nonostante ciò, sperando che Suchet arrivasse, mantenne la posizione di Sassello.

#### Attacco di Massena su Albissola
Per favorire l'attacco di Soult, Massena ordinò ai suoi uomini di marciare contro Albissola, dove Latterman era stato spostato il giorno precedente. Il generale in capo, avendo a disposizione solo v2000 uomini sulla costa, non era abbastanza forte per combattere contro un corpo che aveva il vantaggio del numero e del terreno. Ordinò tuttavia al comandante del 73° di attaccare il fianco destro degli austriaci all'altezza dei Cappuccini, situato tra Albissola e Savona, mentre l'aiutante generale Gauthier si sarebbe avvicinato a sinistra dalle montagne con un debole battaglione. Il movimento di quest'ultima colonna era diretto dal generale Oudinot, capo di stato maggiore, mentre Massena teneva il 106° nella pianura come riserva. Lattermann respinse questi piccoli attacchi e continuò la sua marcia a scaglioni. Invano Massena e il suo capo di stato maggiore si posero in testa alle colonne. Il loro esempio spronò le truppe senza produrre risultati vantaggiosi: giunti nei pressi del corteo di Albissola, l'ultimo scaglione degli austriaci fu messo in disordine ma il battaglione Schiaffenati, caricando il 73°, lo ricacciò ai piedi delle alture di Varazze, e fu necessario che Massena, alla testa di un battaglione del 106°, venisse lui stesso a ristabilire il combattimento, che durò tre ore.

### 16 aprile

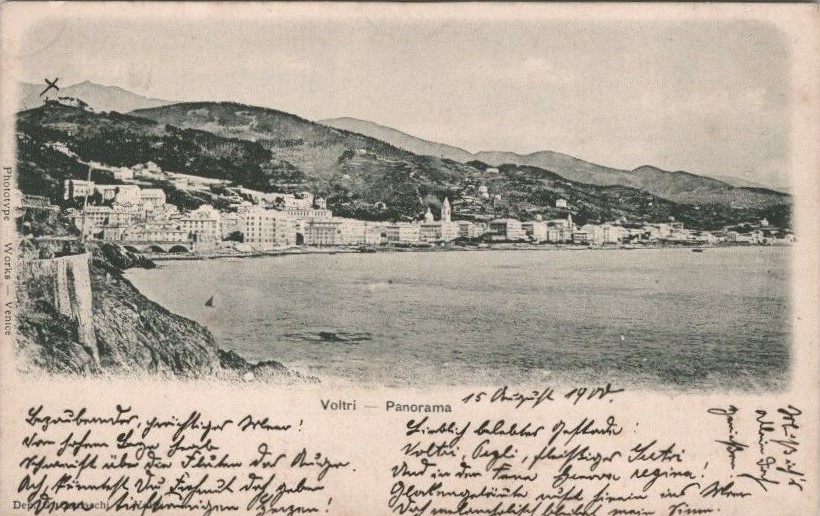
Panorama di Voltri in una cartolina del 1900

I combattimenti, interrotti la notte precedente ripresero. I francesi erano stanchi e quasi a corto di munizioni. Soult, accettato il fallimento del proprio piano, si mosse per ricongiungersi con Massena a Voltri. Fece ritirare prima i suoi uomini sul Grosso Pasto e poi intraprese la strada verso la cittadina costiera. Lungo uno dei sentieri, incrociò la brigata di Bellegarde, che avanzava in colonna. Bellegarde, convinto di aver completamente accerchiato il nemico, pretese una resa incondizionata. Soult, che aveva notato una collina sulla destra dell'Ermetta lasciata scoperta, la fece immediatamente occupare dai propri uomini, sfruttando la densa nebbia che avvolgeva tutta la zona, riuscendo a coprire la linea di ritirata verso Voltri. Erano le sei di sera quando la nebbia si diradò, i francesi, sebbene avessero meno di due cartucce a testa, erano disposti in due linee e lo scontro pareva inevitabile. Tuttavia, nulla accadde e i due schieramenti rimasero immobili ed armati fino alle dieci. Poi bivaccarono.
Una situazione simile riguardava gli uomini di Massena. Gli austriaci, incoraggiati dai primi successi, respinsero i francesi, che ripiegarono prima verso Varazze e poi, dopo essere stati inseguiti, verso Arenzano. Nel frattempo, Massena venne a conoscenza degli spostamenti di una colonna austriaca, guidata da Hohenzollern, che si dirigeva verso il monte Fayole, minacciando sia la ritirata di Massena che quella di Soult. A Varazze è ambientato un episodio riguardante Oudinot: questi salì su un'imbarcazione piuttosto fragile e si diresse verso Finale, dove avrebbe contattato Suchet per informarlo delle nuove disposizioni di Massena. Fu ordinato al generale responsabile dell'ala sinistra di raggiungere Savona.

### 17 aprile
Oudinot, riuscito miracolosamente a scampare alle navi di Keith, riportò a Suchet le buone notizie, sebbene vecchie di qualche giorno. Il generale, che nell'incertezza si era mantenuto inattivo fino a quel momento, geloso dei successi di Soult, si mosse rapidamente, conquistando il villaggio di Bormida e tutte le alture vicine al monte San Giacomo nei due giorni successivi.
Le truppe di Soult scesero verso Arenzano, incrociandosi con la colonna inviata da Massena giorni prima a Varazze. Il generale in capo gli lasciò il comando delle truppe e ritornò a Genova, dove la necessità di provvedere viveri e di ottenere fondi richiedeva imperativamente la sua presenza. La riunione delle forze di Soult con quelle di Massena rese pressoché inutili le attività di Suchet a finale, dato che von Melas, avendo a che fare con solo due corpi, poteva riorganizzare le proprie truppe nel modo ottimale per contrastarli entrambi contemporaneamente.

### 18 aprile: i francesi si rifugiano a Genova

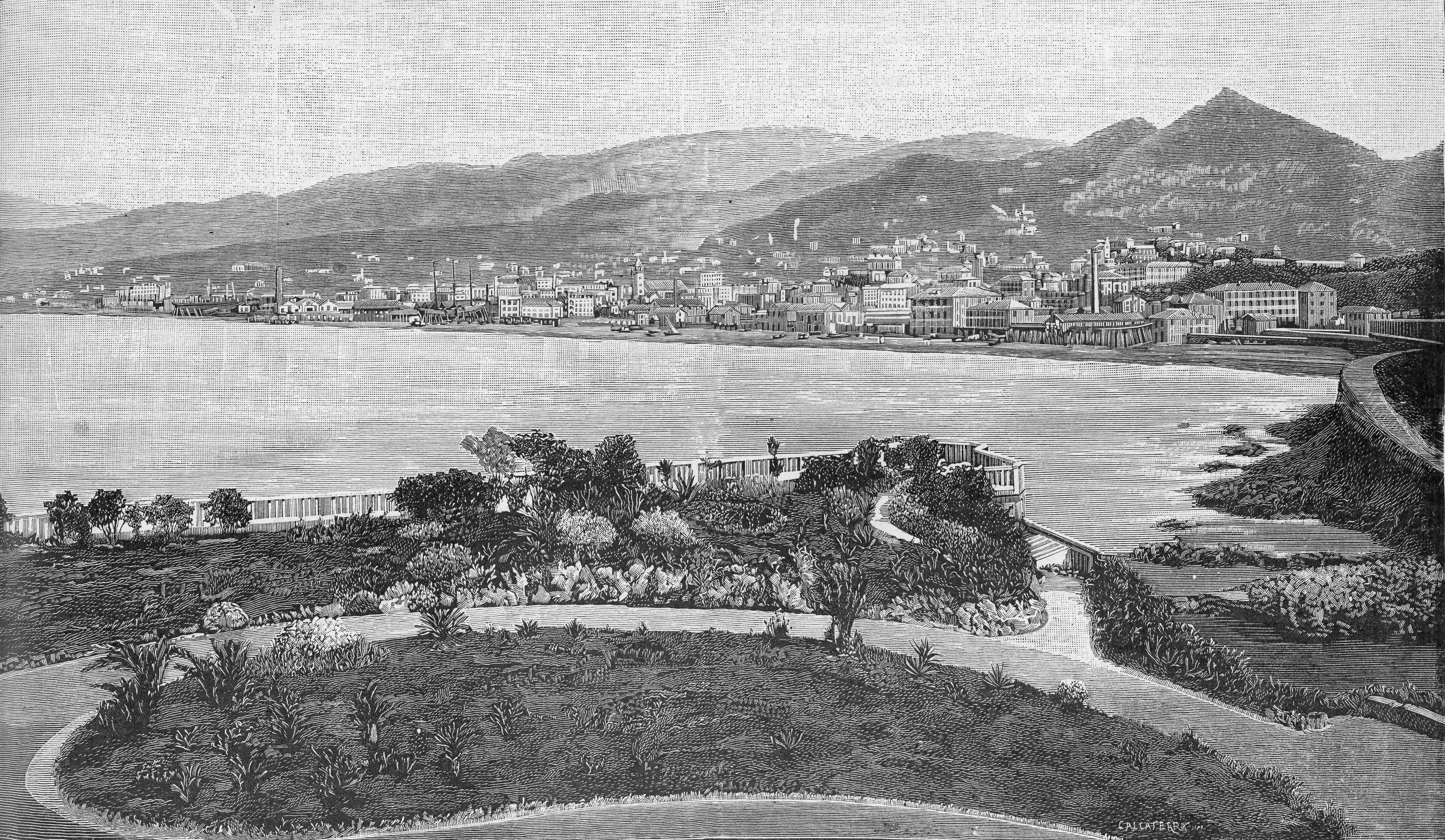
Sestri Ponente in una foto del 1900

Il 18, alle quattro del pomeriggio, gli austriaci attaccarono le truppe repubblicane sulle alture di Voltri. Allo stesso tempo una colonna emerse dalla strada per Savona che costeggia il lungomare e ci respinse i francesi su quel lato. La resistenza fu accanita, almeno inizialmente: i soldati di Soult combatterono con baionette e calci di fucile fino a che la colonna che dal giorno prima si era diretta verso Sestri Ponente, scendendo dai monti, minacciò di tagliare loro la strada della ritirata verso Genova, imprigionandoli a Voltri.  I francesi iniziarono a ritirarsi ed incrociarono tale colonna, comandata da Hohenzollern, lungo il cammino: dovettero mantenere aperte le linee di comunicazione con Genova facendo uso delle armi. Le perdite subite dalle unità impiegate in questo scontro furono notevoli. Massena diede disposizioni affinché tutte le truppe fossero allontanate da Voltri, che nel frattempo era stabilmente occupata da Bellegarde. Von Melas giunse nella cittadina e si rivolse alle sue truppe, oramai convinto di avere la vittoria sull'Armata d'Italia alla sua portata. Disse che Genova sarebbe caduta in dieci giorni.
Il giorno successivo, la maggior parte delle truppe repubblicane disponibili erano asserragliate all'interno delle mura di Genova. L'accerchiamento da parte degli austriaci era stato completato. L'esercito francese si preparò ad una lunga resistenza.

## Conseguenze

### L'assedio di Genova

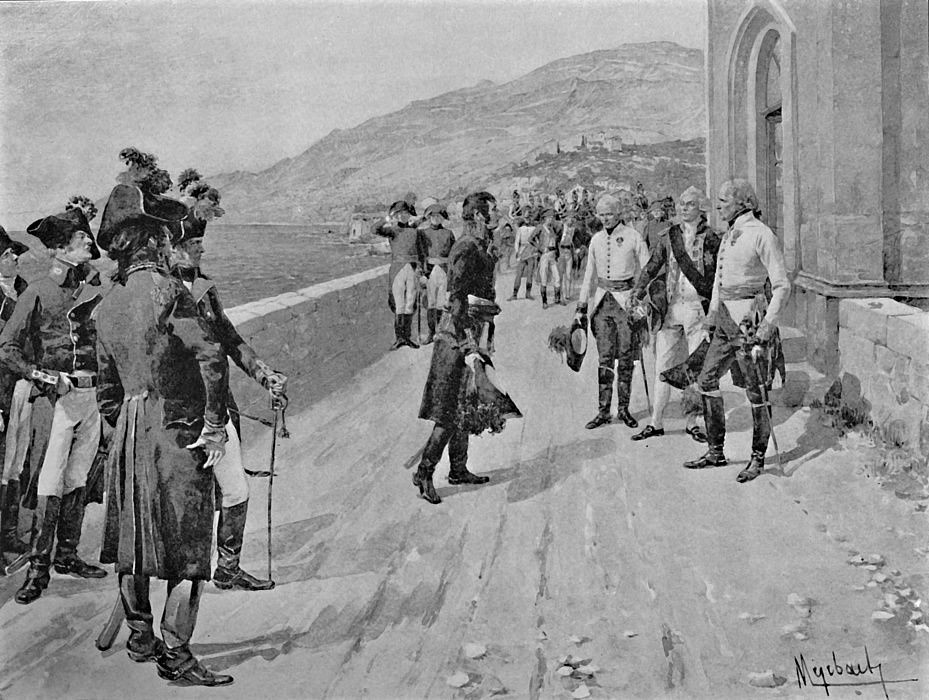
Capitolazione di Massena a Cornigliano presso Genova nel giugno 1800, Myrbach, 1906

Il 19 aprile tutto quello che restava dell'ala destra e del centro francese era stato ricondotto all'interno della cinta muraria di Genova. La città, che godeva di due linee di protezione, era difesa da un massimo di 15000 francesi e si preparava ad lungo ed estenuante assedio. Massena sapeva di poter resistere a lungo, ma fu chiaro da subito che la principale fonte di problemi sarebbe stata il cibo, già da tempo punto dolente nell'organizzazione dell'esercito repubblicano. Von Melas, soddisfatto dell'andamento delle operazioni, decise di dividere le sue forze: 30000 uomini furono affidati ad Ott con il compito di proseguire, e se possibile completare, l'assedio di Genova, aiutati dalla flotta inglese, mentre altri 25000 furono affidati a von Elsnitz, il quale avrebbe dovuto cercare di piegare la resistenza di Suchet e dei suoi 10000 uomini sulla valle del Var. Così messo, Massena non vide altra soluzione che tentare di resistere all'assedio della città portuale ed informare al più presto Napoleone, in attesa dell'intervento del console. La sfida si dimostrò molto ardua fin da subito: non potendo ricevere alcune tipo di rifornimento e dovendo sfamare i suoi uomini ed oltre 100000 civili. Le riserve di cibo della città iniziarono ad esaurirsi molto presto ed i suoi occupanti furono presto costretti alla fame, spesso ammalandosi a causa della scadente qualità del cibo che si riusciva a reperire. Massena fece il possibile per razionare le scorte e permettere ai suoi uomini di resistere a lungo all'assedio. Il generale francese, decidendo di condividere le asperità che pativano le sue truppe, finì per ammalarsi gravemente, sebbene non in maniera tale da rischiare la propria vita.
Comunque sia, la risposta di Napoleone non tardò ad arrivare. Il 5 maggio, in un carico che era riuscito ad evadere le misure della flotta inglese, giunsero nel porto di Genova provviste di cibo per cinque giorni ed un messaggio personale del console a Massena: i preparativi per la marcia dell'Armata di Riserva erano stati ultimati e stimava che la loro partenza sarebbe avvenuta a pochi giorni dall'arrivo della lettera stessa. Il generale corso invitava Massena a resistere quanto più a lungo possibile, almeno sino al 1 giugno, data nella quale Napoleone era confidente di poter raggiungere Genova. Massena, fiducioso dell'arrivo dei rinforzi, sopportò l'assedio per tutto il mese di maggio, attendendo con ansia l'arrivo di forze amiche. Giunta la data stabilita, non avendo ricevuto notizie sull'avvistamento di truppe francesi in arrivo a Genova, decise di intavolare le trattative per la resa.

### La difesa della linea di Suchet
Mentre le forze di Ott cingevano Genova, a qualche decina di chilometri di distanza, l'ala sinistra dell'esercito francese tentava ancora di scardinare le posizioni austriache sul monte San Giacomo e di ricongiungersi con le postazioni di Soult. Purtroppo, quello che i francesi non sapevano era che nel frattempo, le forze dell'ala destra e del centro del loro esercito erano state respinte e che gli austriaci si stavano preparando ad effettuare un forte attacco contro di loro, sfruttando le forze liberatesi dopo l'accerchiamento della città ligure. Von Melas aveva infatti spostato due brigate, quelle di Saint Julien e di Latterman, precedentemente impegnate contro Soult e Massena, sotto il comando di von Elsnitz, che adesso poteva contare su un quantitativo di uomini grande quasi il doppio di quello francese. L'obiettivo del generale austriaco era di prendere Nizza ed iniziare una nuova offensiva contro la Provenza.
Dopo un iniziale successo, che aveva ricacciato i francesi oltre alla linea della Roia, non più difendibile dai repubblicani, i due eserciti si trovarono in una fase di stallo. Infatti le forze francesi si riorganizzarono sulla linea del Var: la zona era pesantemente fortificata e gli uomini di Suchet erano determinati a sbarrare il cammino austriaco verso il Midi, pur cedendo Nizza a von Melas. Più volte gli austriaci tentarono di superare i ponti ed i castelli che si trovavano sul fiume, ma la risposta francese fu impeccabile e questi vennero puntualmente respinti. Nemmeno il personale intervento di von Melas riuscì a spostare gli equilibri in favore degli imperiali.

### L'arrivo di Napoleone

Napoleone attraversa il passo del Gran San Bernardo, Jacques-Louis David, 1805

Nel frattempo, sfruttando il fatto che il grosso dell'esercito austriaco fosse impegnato in Liguria, il generale Bonaparte ne approfittò per condurre una nuova armata francese, l'Armata di Riserva, oltre alle Alpi, passando per il Passo del Gran San Bernardo e attraverso alla Val d'Aosta, fino a giungere nel cuore della pianura Padana, alle spalle degli austriaci. Dirigendosi verso Milano invece che verso la Liguria, per sollevare Massena dall'assedio che lo cingeva, Napoleone minacciò di tagliare le vie di comunicazione dell'esercito austriaco e di marciare direttamente verso il cuore dell'impero, ora che le armate che dovevano difenderlo erano troppo lontane per poterlo fermare.
Von Melas, che fino a quel momento aveva svolto un egregio lavoro come comandante, comprese di aver commesso un grave errore e fu costretto a firmare una convenzione con l'armata comandata da Massena. Nonostante i francesi fossero sul punto di arrendersi, per accelerare la partenza delle proprie truppe verso l'armata di Napoleone, il generale Ott, facente le veci di von Melas, dovette concedere termini di resa piuttosto generosi nei confronti degli sconfitti, tanto da rinunciare alla parola "capitolazione" nei termini della resa. Ritornato in Piemonte, von Melas stabilì la propria base operativa ad Alessandria e in pochi giorni sfidò la sorte attaccando le truppe di Bonaparte il 14 giugno nei pressi di Marengo. La battaglia, decisiva nel suo esito, si concluse con una rocambolesca e costosa vittoria per le truppe francesi, portando di lì a breve ad un armistizio che conclude quasi definitivamente la guerra sul fronte italiano.